# Пантэйджес, Александр
Алекса́ндр (А́лекс) Пантэ́йджес (англ. Alexander «Alex» Pantages, имя при рождении — Перикли́с Пантази́с (греч. Περικλής Πανταζής, англ. Pericles Pantages); 1867, Андрос, Греция — 17 февраля 1936, Лос-Анджелес, Калифорния, США) — греко-американский театральный импресарио, продюсер первых водевилей и раннего кинематографа, создатель знаменитых театров Pantages. Имел репутацию упрямого, неутомимого и жёсткого бизнесмена; в то же время был искусным и креативным предпринимателем, обладал невероятной деловой хваткой и интуицией. Называл себя Королём Греком (King Greek), возможно, следуя примеру кинопродюсера Луиса Б. Майера, носившего прозвище Суперъеврей (Super Jew). Является классическим примером человека, реализовавшего американскую мечту, и легендой шоу-бизнеса.
Пантэйджес — один из пионеров индустрии развлечений, выдающийся театральный и киномагнат Америки. В 1920-х годах он стал первым бизнесменом, начавшим заключать сделки с кинодистрибьюторами, содействуя тем самым появлению раннего прототипа современного кинотеатра. Долгое время считалось, что Пантэйджес был первым, кто начал показывать немые фильмы в театрах. С начала 1910-х годов и до начала Великой депрессии владел компанией Pantages Circuit — крупнейшей независимой сетью водевиль- и кинотеатров в Северной Америке.
В 9-летнем возрасте Пантэйджес бросил школу, не научившись читать и писать. Однако благодаря потрясающей памяти, которая часто развивается у неграмотных людей, построил многомиллионный бизнес и стал влиятельным магнатом. На пике карьеры его личный капитал оценивался в $ 50 млн. В 1929 году, перед крушением американской фондовой биржи, продал бо́льшую часть своей театральной сети компании RKO (Radio-Keith-Orpheum) Picture Studios.
Наряду с Джоном Консидайном и Джоном Кортом был одним из бизнесменов Сиэтла (Вашингтон), которые использовали свой успех в годы, последовавшие за Клондайкской золотой лихорадкой, оказав влияние на развитие американского театра. В театральных кругах Пантэйджес был известен как Александр Великий (Alexander the Great) и Александр Грек (Alexander the Greek) не только за свою этническую принадлежность, но и за «воинственную кампанию» по созданию театральной империи путём расширения своих «владений», ловкость в открытии новых талантов, заключение эксклюзивных сделок с певцами и танцорами, и привлечение их в свою империю.
Создав к 1920 году огромную сеть театров Pantages Circuit на западе США и в Канаде, в 1926 году, на пике успеха своей империи, Пантэйджес владел 30 или управлял 42 театрами, несмотря на то, что не мог читать и писать по-английски. Стремительное развитие киноиндустрии в 1920-е годы оказало давление на его театральную империю и в конечном итоге привело к её упадку в 1929 году.
В 1929 году Пантэйджес был ложно обвинён в изнасиловании 17-летней танцовщицы Юнис Прингл. Нашумевший случай, потрясший весь Голливуд, привёл к сенсационному и одному из самых громких судебных разбирательств за всю историю Америки, когда сотни репортёров ежедневно ожидали подробностей дела у здания суда. Негативный резонанс от этого инцидента вынудил Пантэйджеса приостановить предпринимательскую деятельность, навсегда лишив его влияния и авторитета в сфере театрально-эстрадного представления и кино. Бросая ретроспективный взгляд на прошлое, можно сказать, что Пантэйджес стал жертвой жестоких корпоративных войн, которые в конце 1920-х годов велись в киноиндустрии.
Несмотря на новаторский дух и успешное продвижение концепции «дворца кино» (кинотеатра), в хронологических обзорах о раннем развитии кинематографа имя Пантэйджеса практически не упоминается. Даже в среде греческой общины США он известен не многим. По словам Тасо Дж. Лагоса, преподавателя греческой филологии Школы международных исследований имени Генри М. Джексона Вашингтонского университета, занимавшегося изучением жизни киномагната, первичных источников для исследования биографии Пантэйджеса очень мало. Будучи неграмотным, он оставил после себя мало записей, а корпоративные документы, касающиеся театральной сети, с течением времени были уничтожены.
Александр Пантэйджес, будучи в числе первых голливудских магнатов, является выдающимся деятелем греческой диаспоры, одним из самых первых и успешных американских импресарио греческого происхождения. В 1940-е годы общеизвестным в Голливуде именем стала греческая фамилия Скурас, принадлежавшая трём братьям, самым известным из которых был Спирос Скурас, президент кинокомпании 20th Century Fox в 1942—1962 годах. Александр Пантэйджес и братья Скурас принадлежат к поколению иммигрантов (среди которых, помимо греков, были евреи (в том числе из России), итальянцы, поляки и др.), изменивших облик американского общества и культуры, превративших кино из второразрядного класса развлечений в самый популярный вид искусства в США. По словам Тасо Дж. Лагоса, «кино считалось порнографическим искусством, что оставляло открытыми двери для иммигрантов, видевших в кинотеатрах возможность начать свой собственный бизнес».

## Биография

### Ранние годы

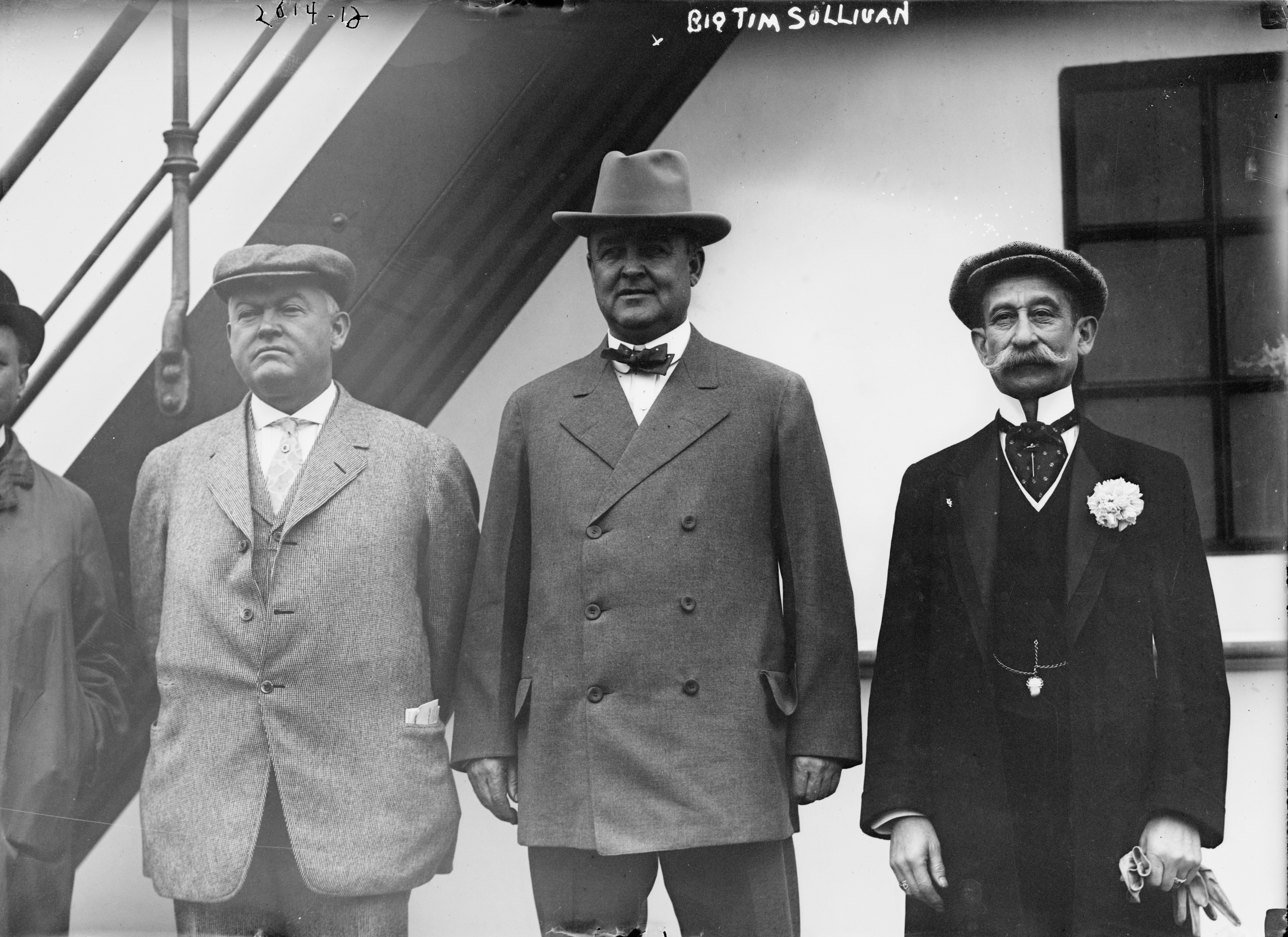
«Большой Тим» Салливан (второй справа) и Джон Консидайн (второй слева) (1900)

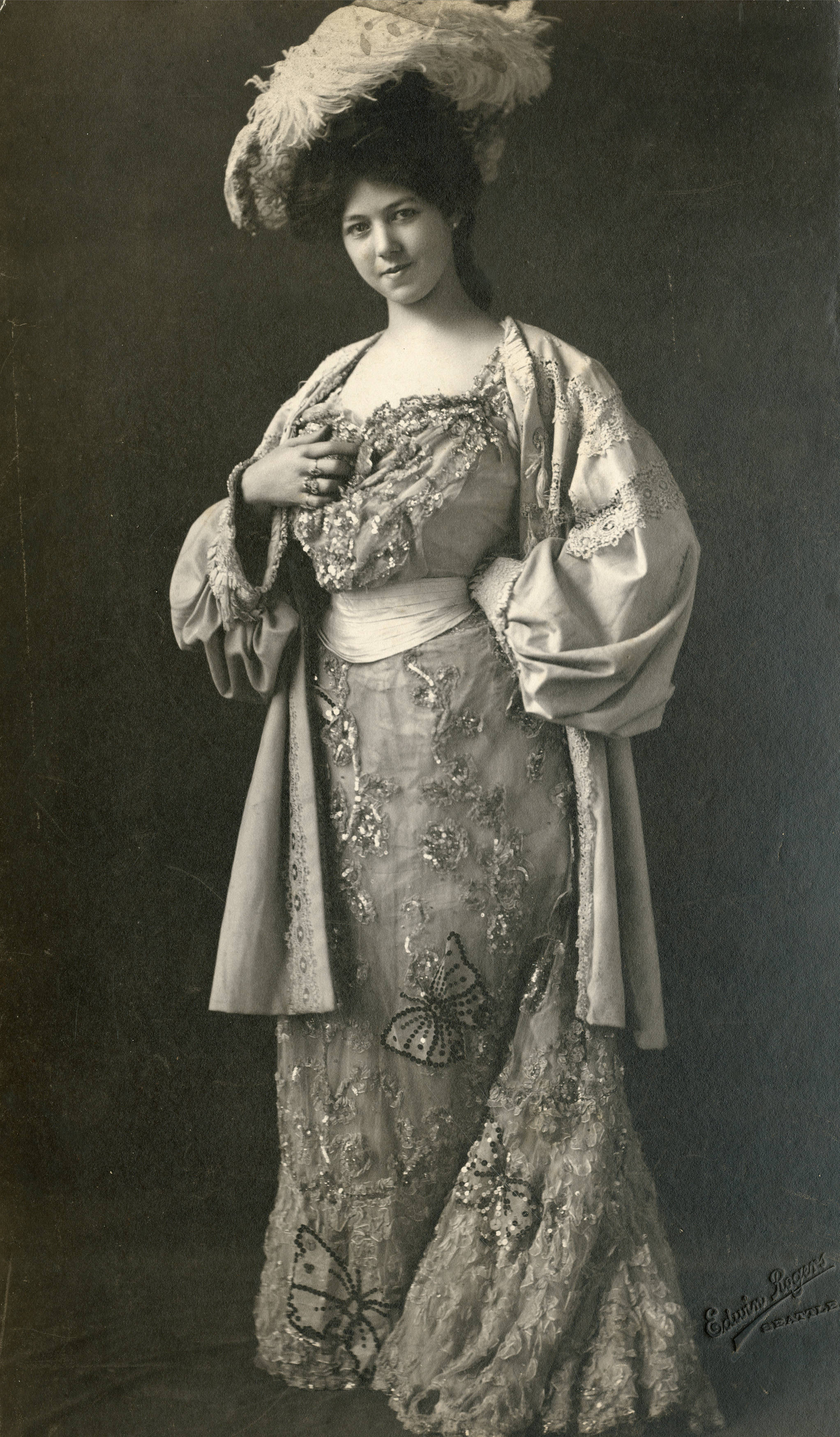
Клондайк Кейт (1904)

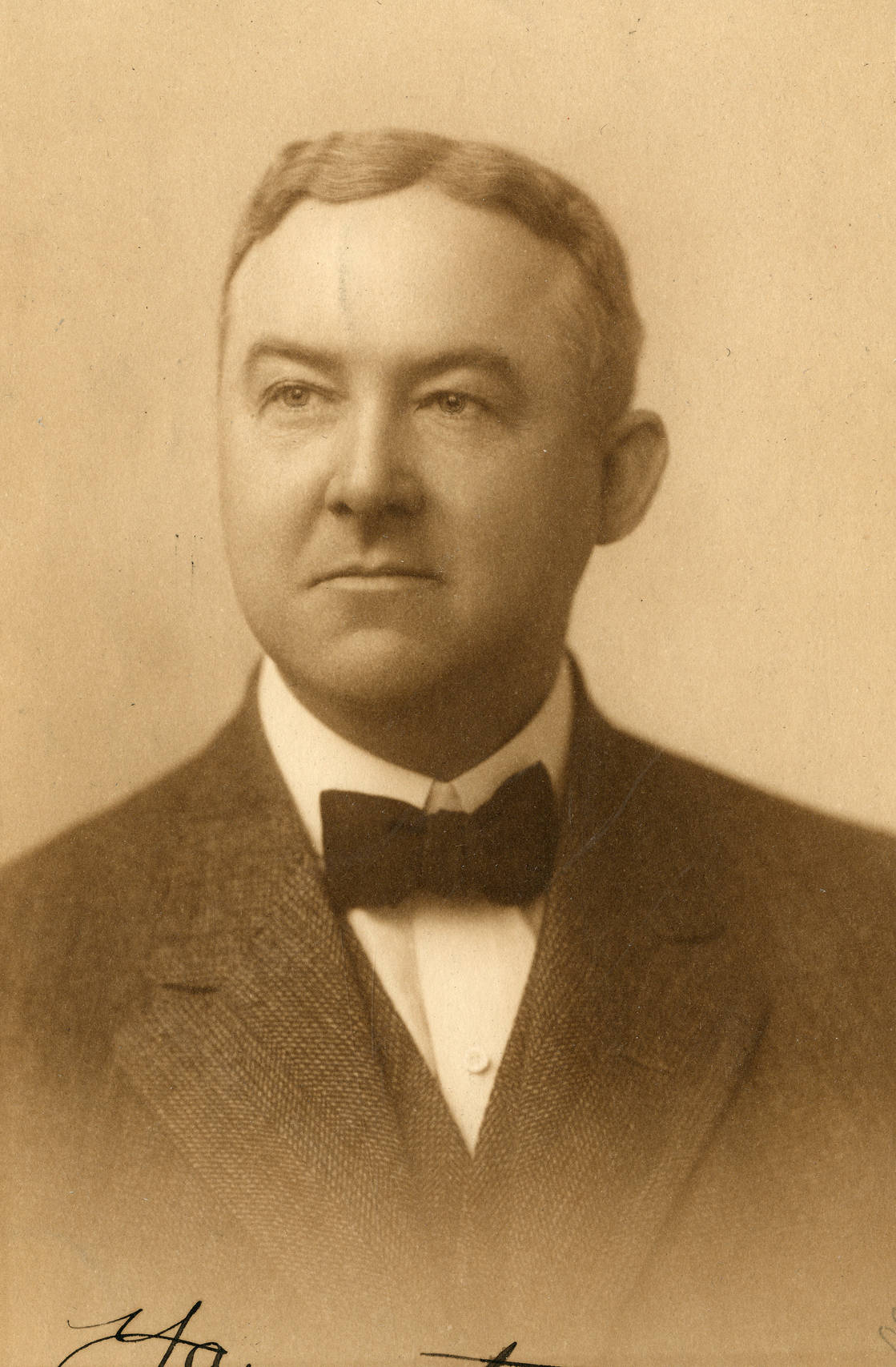
Джон Корт (1908)

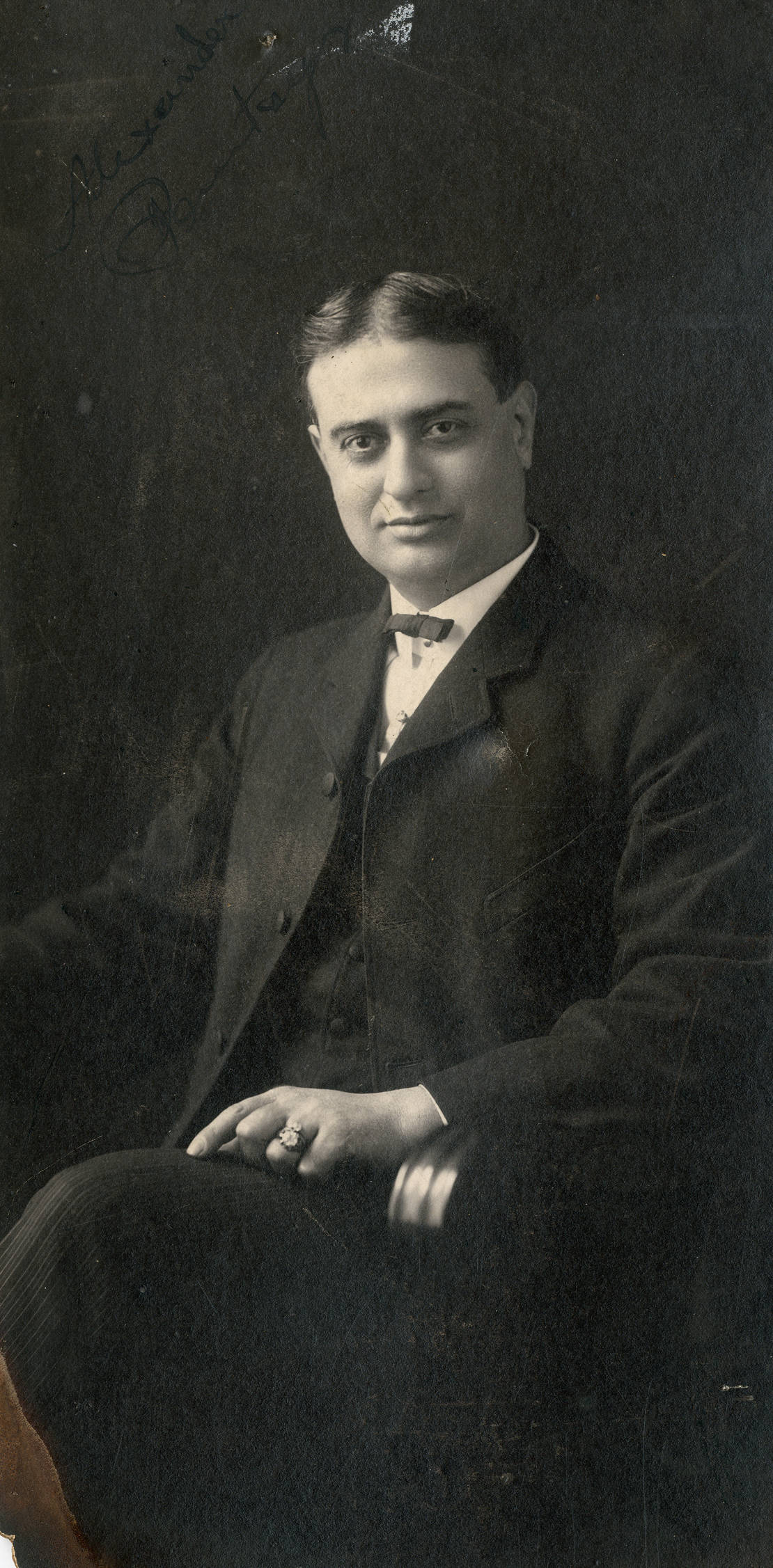
Алекс Пантэйджес (1910)

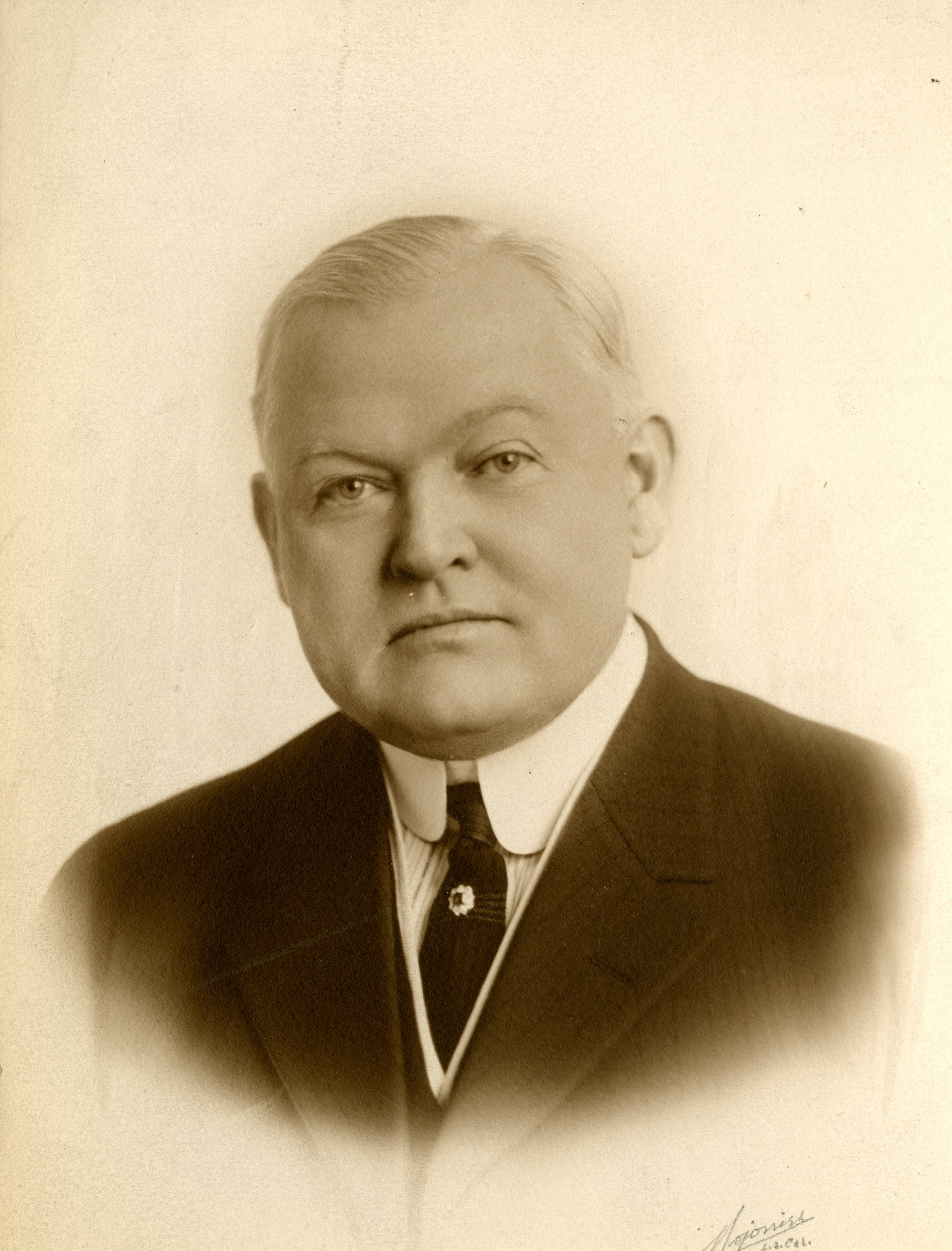
Джон Консидайн (1912)

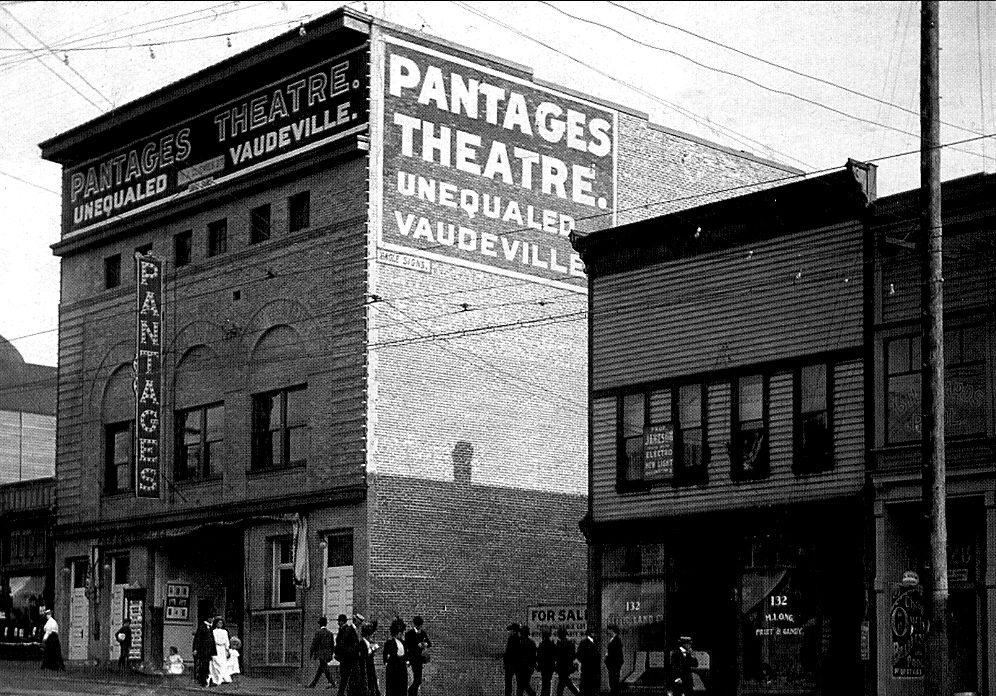
Театр Pantages в Ванкувере (1912)

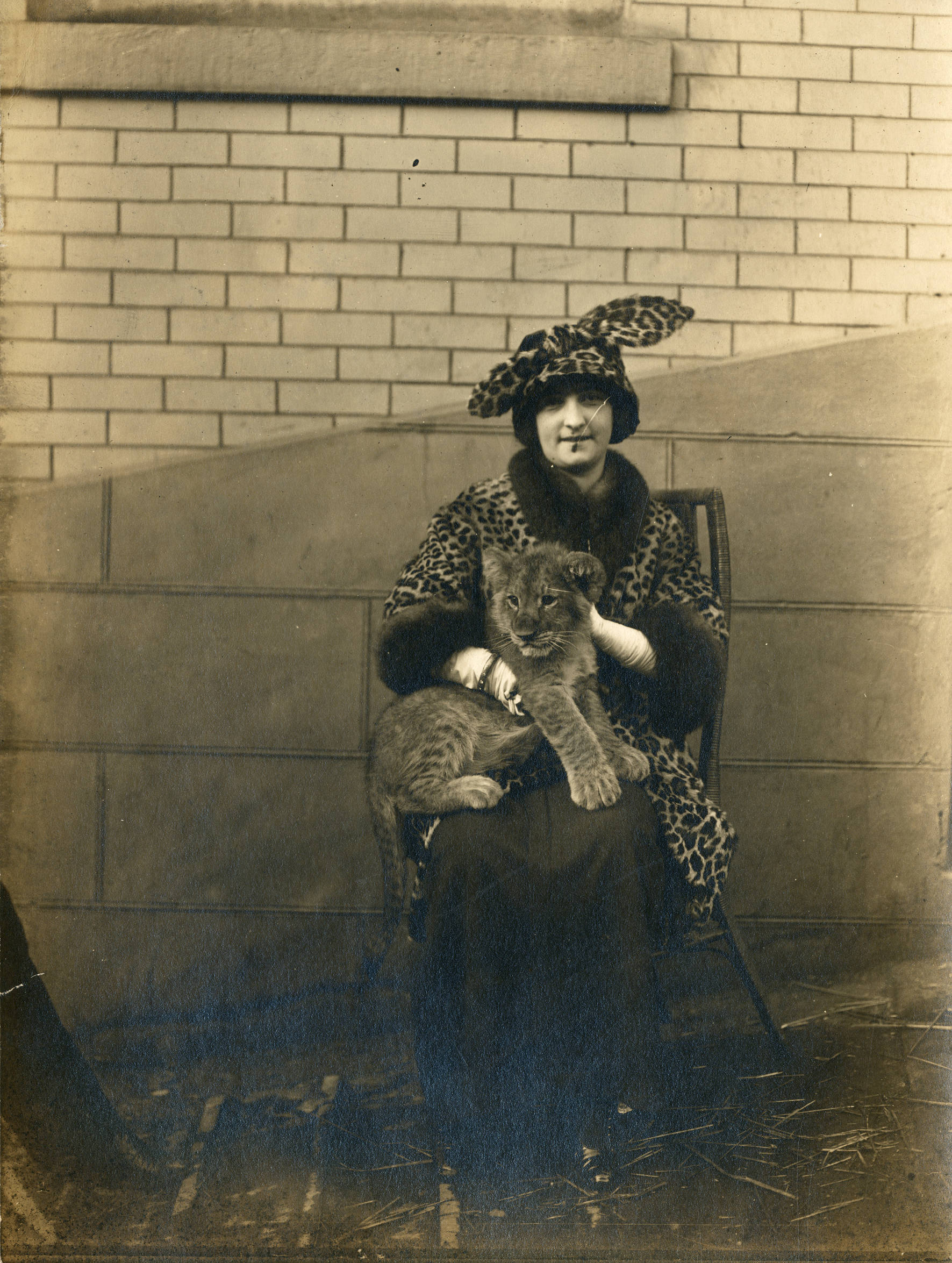
Лоис Пантэйджес (1913)

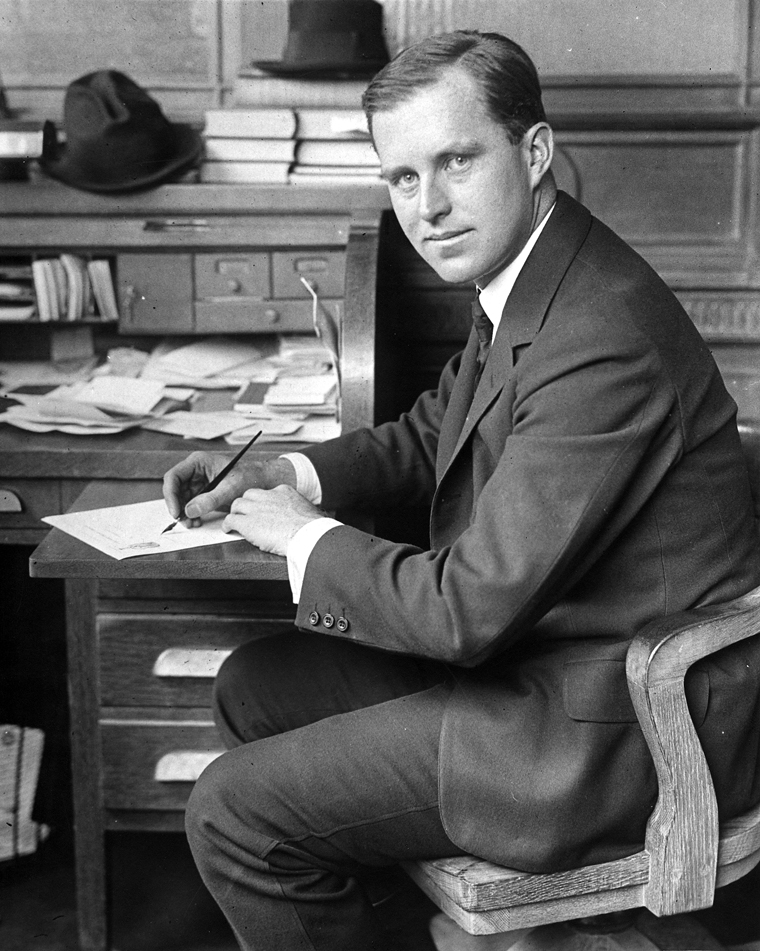
Джозеф Кеннеди (1914)

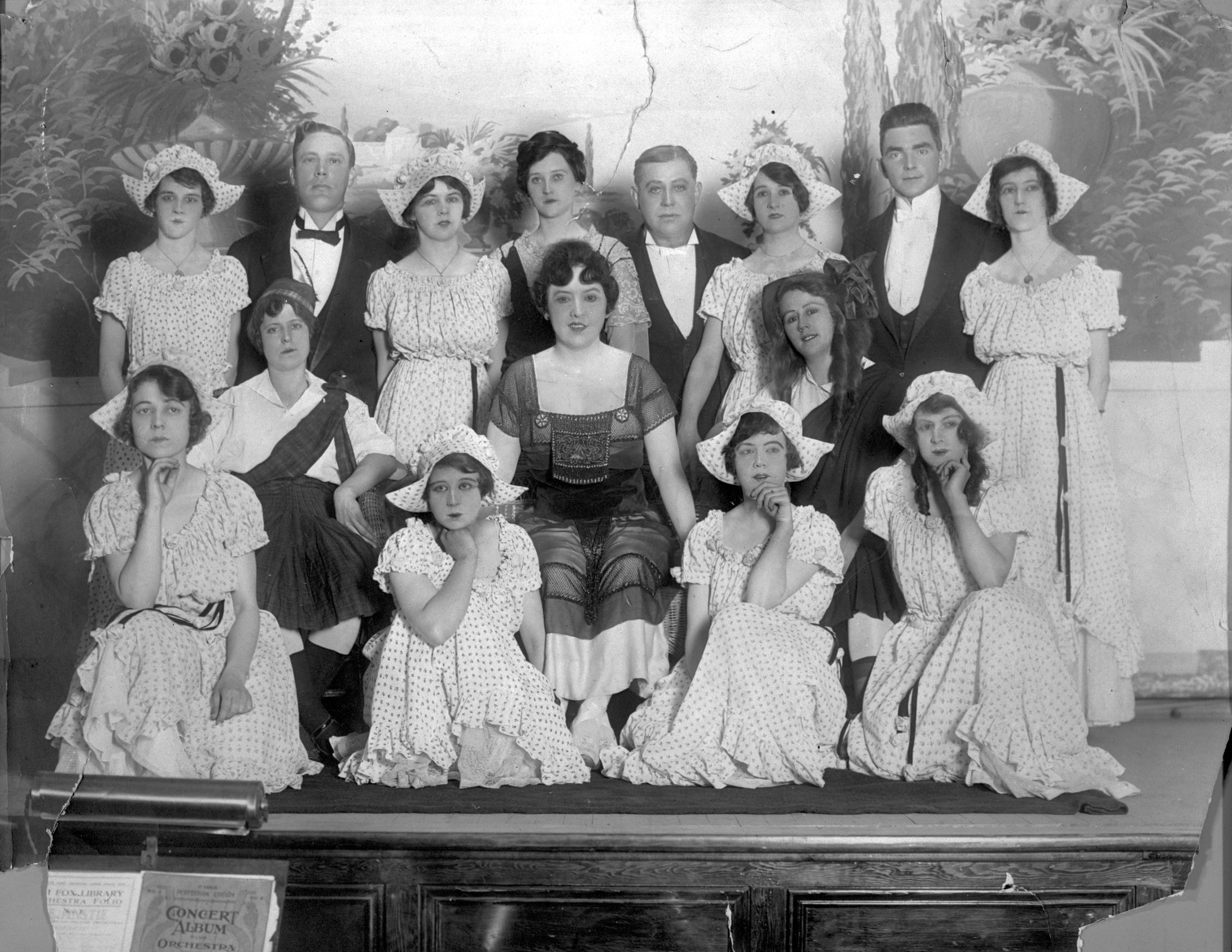
Актёрский состав театра Pantages в Эдмонтоне (1915)

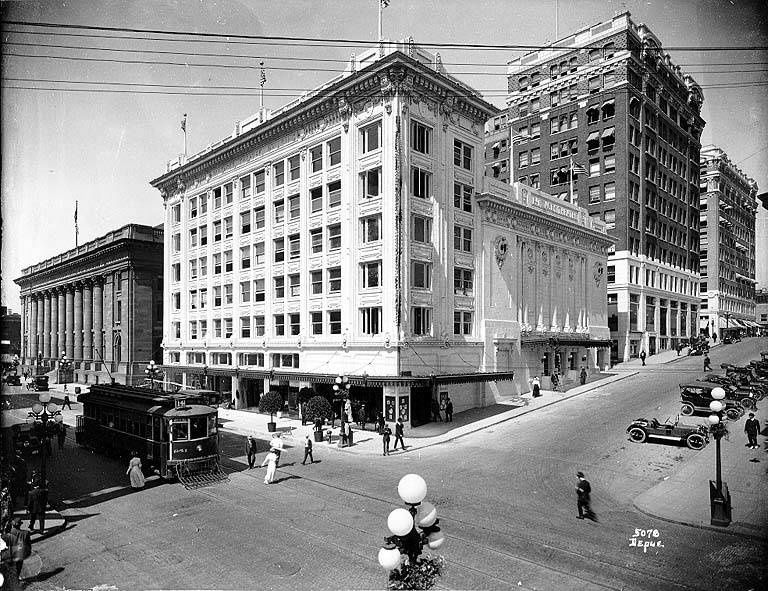
Театр Pantages в Сиэтле (1917)

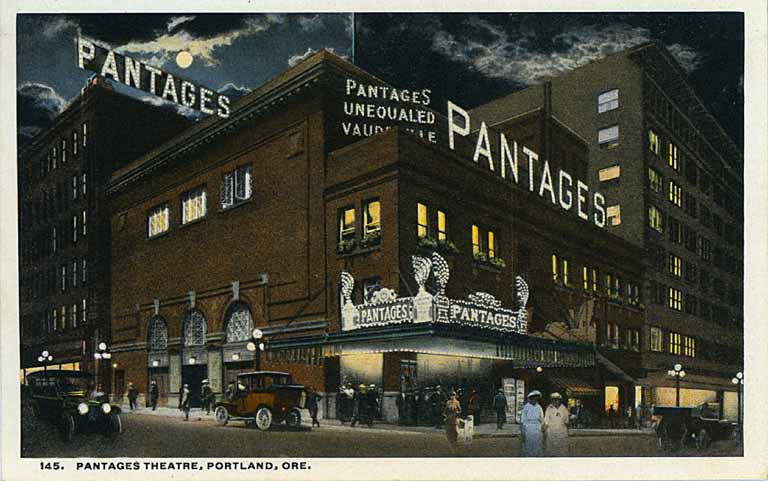
Театр Pantages в Портленде, штат Орегон (1918)

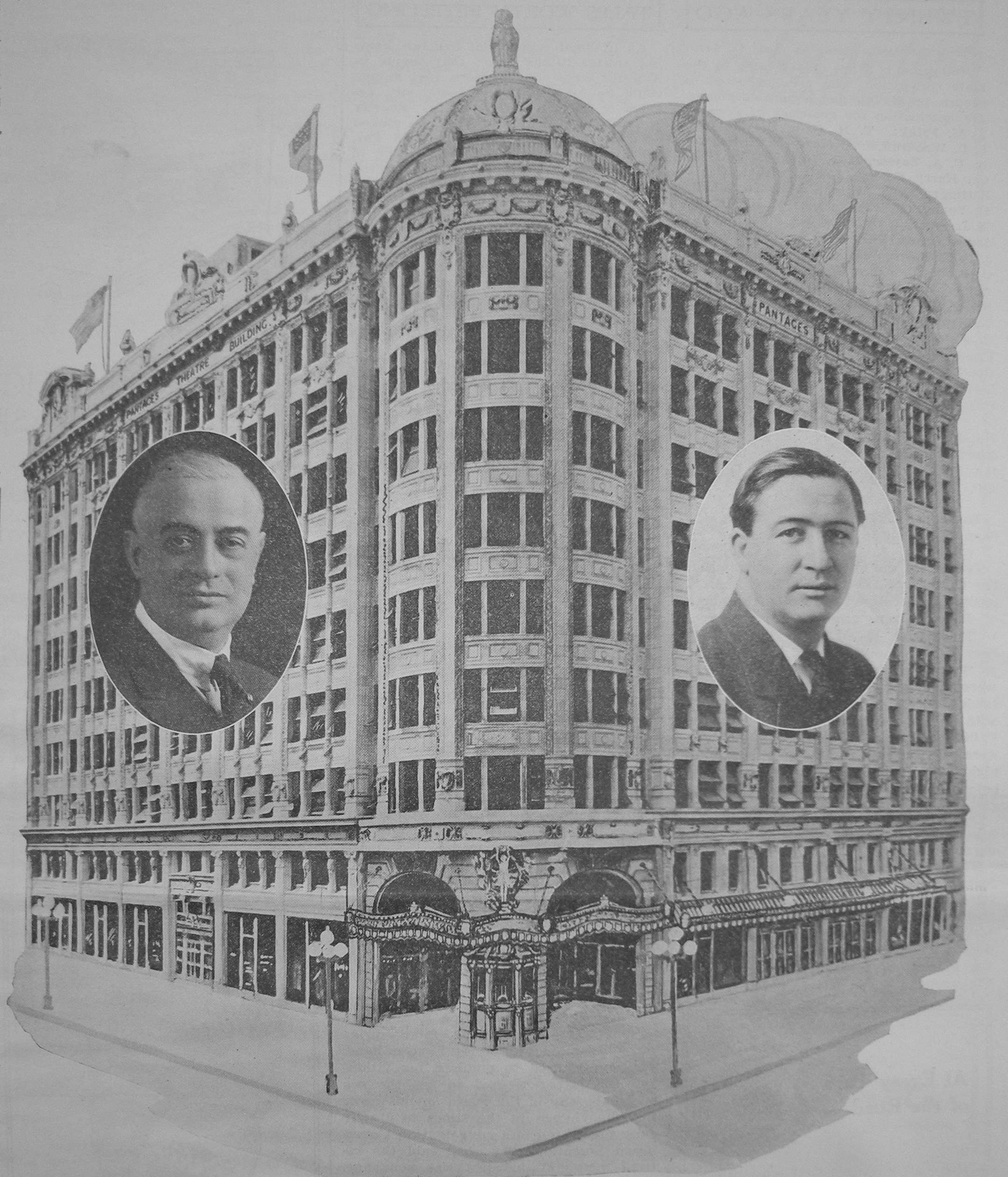
Театр Pantages в Голливуде (1920)

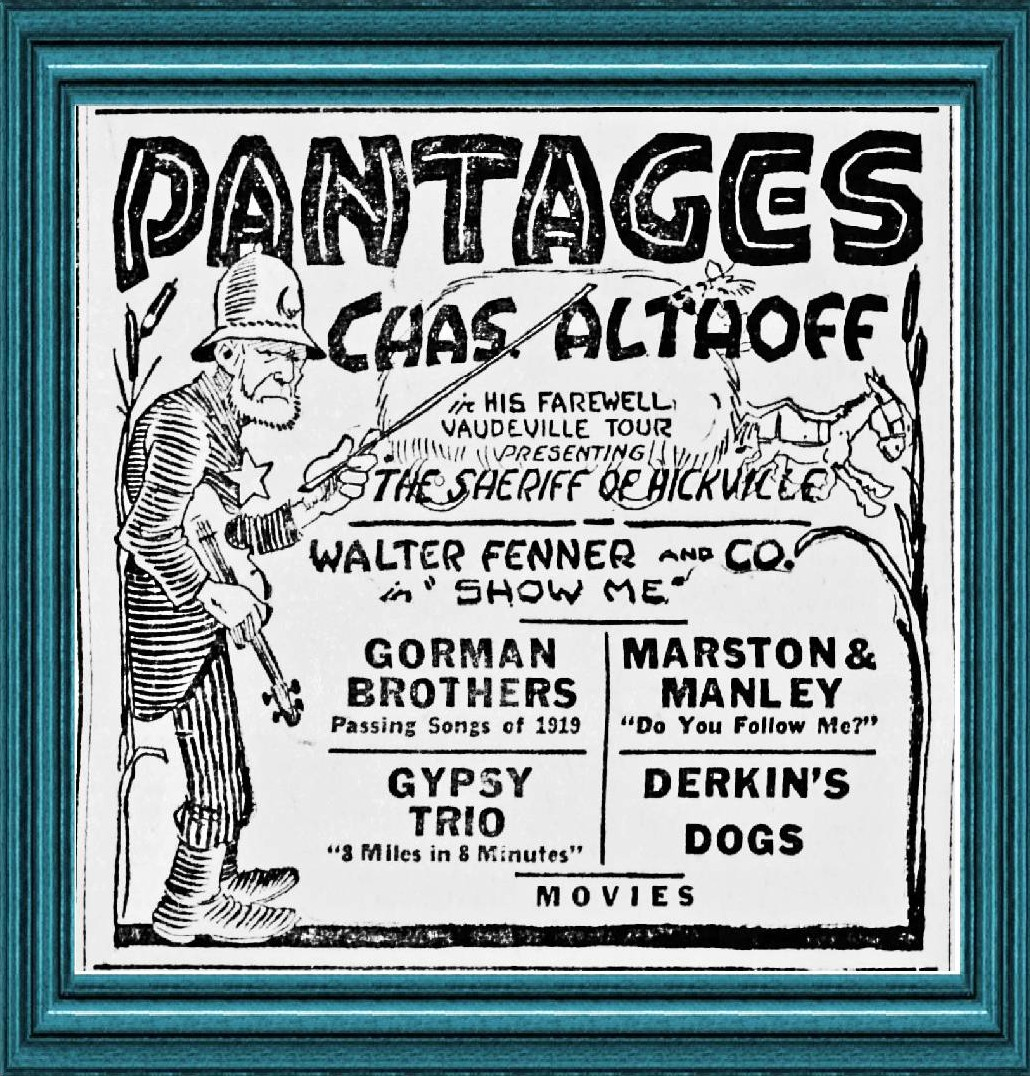
Реклама театра Pantages в газете «Star Tribune» (1920)

Александр Пантазис родился между 1862 и 1876 годами (точная дата неизвестна) на греческом острове Андрос (согласно другой версии — в Афинах). Был одним из пяти детей в семье полицейского, мэра и начальника порта Андроса. Предполагается, что имя Александр он взял, когда узнал о подвигах греческого полководца Александра Великого. В личной переписке между Родни Пантэйджесом, сыном импресарио, и Артуром Дином Тарраком, его биографом, данное утверждение было названо не соответствующим действительности, так как с самого начала Пантэйджес был крещён как Александр.

### Побег из дома
Будучи 9-летним ребёнком, во время деловой поездки со своим отцом в Каир (Египет) Периклис сбежал на французском грузовом судне.
Остаётся неизвестным, что заставило мальчика убежать из дома, так как в дальнейшем сам Пантэйджес никак не объяснял свой поступок, при этом не испытывал за него особой вины. В 1920 году, в одном из интервью, он заявил, что родился возле моря, поэтому для него было естественным выходить в открытые воды. Он также сказал, что был прирождённым артистом, добавив, что его отец владел цирком на Андросе. Каким образом малонаселённый остров, жители которого занимались преимущественно потребительским земледелием, рыбной ловлей и разведением мелкого рогатого скота, мог содержать круглогодичный цирк, также остаётся непонятным.
Проработав два года в качестве палубного матроса на грузовых судах в нескольких странах, Периклис высадился в Панаме, где провёл следующие два года, помогая французам рыть Панамский канал. Это была ранняя и неудачная попытка французов построить Панамский канал.
Периклис выучил французский язык. Вскоре он заболел малярией. Врач сказал ему, что он умрёт, если останется в Панаме, порекомендовав молодому человеку переехать в место с более прохладным климатом (в то время считалось, что причиной заболевания является «плохой воздух» (итал. mala aria), откуда и произошло название болезни).
Неудовлетворённость жизнью подталкивала Пантазиса к различным рискам. В будущем он мало говорил о том, как жил на кораблях, где подвергался сексуальным домогательствам и сталкивался с другими трудностями. Связь с родиной практически не поддерживал и никогда её не посещал, хотя оказывал финансовую помощь своим родственникам, однажды даже привёз своего брата Николаса жить в США.

### Мечта о Калифорнии
В начале 1880-х годов, будучи 13-летним подростком, Пантазис прибыл в США.
Первой остановкой стал Сиэтл (Вашингтон), где Пантазис излечился от малярии. Город лесорубов приглянулся молодому человеку, и он даже хотел остаться там, но друг с лодки убедил его продолжить путь до Сан-Франциско (Калифорния). Именно Калифорния сделала Пантэйджес тем, кем он впоследствии стал.
В Сан-Франциско Пантэйджес трудился посудомойщиком и официантом в немецком ресторане на набережной города. Также непродолжительное время и безуспешно занимался боксом, который в ту эпоху был очень популярным видом спорта.
Однажды Пантазис был арестован за контрабанду опиума, но обвинения были сняты после того, как молодой человек доказал, что в ночь инкриминируемого преступления готовился к боксёрскому поединку. В этот период его вновь посетило чувство неудовлетворённости сложившимся положением дел, в том числе от бесперспективной работы.

### Золотоискатель
В конце 1890-х годов Клондайкская золотая лихорадка манила тысячи мужчин в Скагуэй (Аляска). В их числе оказался и Пантазис.
26 июля 1897 года молодой человек, имея в кармане более $ 1 000, отправился из Сан-Франциско на север.
Очередной остановкой стал Скагуэй. Историк из Сиэтла Мюррей Морган писал о Пантэйджесе, что «когда он добрался до Скагуэя, быстро растущего города, где кофе стоил доллар за чашку, а яичница с ветчиной — пять долларов за порцию, у него в кармане было 25 центов. Он перестал волноваться о том, как стать богатым, и начал переживать о том, как раздобыть еду. Он устроился на первую предложенную работу в качестве официанта».
Не найдя успеха в Скагуэе, Пантазис на самодельной лодке отправился в Клондайк. По словам Мюррея Моргана, испытывавший финансовые трудности молодой человек быстро осознал, что гораздо легче извлечь золотые самородки из карманов золотоискателей, нежели из земли.
Оказавшись в Юконе, Пантазис остановился в шахтёрском городке Доусон, где устроился работать барменом в салуне «Charlie Cole’s» за $ 45 в день. Именно там Пантэйджес получил свои первые уроки в сфере шоу-бизнеса и заинтересовался экономическими возможностями в мире развлечений.
Сильные морозы и неприязнь физического труда делали жизнь Пантэйджеса невыносимой. В Доусоне он познакомился с Китти Роквелл, носившей прозвище Клондайк Кейт, а также местные жители называли её Королевой Юкона. Она была содержательницей и танцовщицей причудливого салуна «Savoy». Пока Кейт отвлекала внимание покупателей, Алекс забирал наполовину полный стакан с напитоком, чтобы горнорабочему пришлось делать новый заказ.
Найдя театр с финансовыми проблемами в городе Ном, 18-летний Пантэйджес решил взять на себя управление предприятием, уговорив некоторых артистов сделать ставку на него. Вскоре после получения финансирования от местных инвесторов, в том числе от Клондайк Кейт, которая стала его деловым партнёром, Пантэйджес купил театр, назвав его Orpheum. В итоге заведение вновь обрело успех, показывая лучшие шоу в городе, партнёры Пантэйджеса смогли вернуть свои деньги, а сам он заработал свой первый миллион долларов.
Orpheum был хотя и небольшим, но весьма успешным водевиль- и бурлеск[уточнить]-театром, нередко приносившим прибыль в $ 5 000, а то и $ 8 000 за ночь. Кроме того, заведение предоставляло занятому горным промыслом населению города столь необходимое отвлечение от тяжёлого труда. Кейт стала главной звездой и создавала собственные шоу.
Между Алексом и Кейт завязался роман. Наполненная интригами, их бурная любовь с периодическими всплесками ревности стала предметом местных легенд в Юконе. Позднее Пантэйджес утверждал, что в своём первом театре он зарабатывал $ 3 000 в день на протяжении четырёх лет, но заработанная им половина миллиона была раз и навсегда потеряна на неудачных сделках.
Orpheum трижды уничтожался пожаром. Впоследствии горнорабочие покинули Доусон, отправившись на Аляску, где были открыты новые месторождения золота. Алекс и Кейт начали искать лучшие жизненные перспективы в других местах.
В течение последующих 30 лет Пантэйджес добьётся невероятного успеха, создав крупную развлекательную компанию, состоящую из голливудской киностудии и концертного агентства, а также владеющую или управляющую 72 театрами в Канаде и на западе США, большинство из которых будут носить название «Pantages». Важную роль в успехе Пантэйджеса сыграет сотрудничество с одной из дочерних компаний Paramount Pictures, занимавшихся распространением кинофильмов.
В Торонто (Канада) театр Pantages станет самым восточным в сети. Распространению бизнеса Пантэйджеса на востоке конкуренцию составит более крупная сеть водевиль-театров Keith-Albee-Orpheum (KAO). Последняя появится на свет 28 января 1928 года в результате слияния сети водевиль- и кинотеатров Orpheum Circuit, основанной в 1886 году импресарио Густавом Вальтером, и сети театров Keith-Albee.

### Первые успехи
В 1902 году Пантэйджес решил начать свой собственный бизнес. Продав Orpheum, он покинул Доусон и вернулся в Сиэтл, где на Второй авеню арендовал магазин. Оборудовав помещение устойчивыми скамейками и кинопроектором, а также составив эстрадную программу, открыл театр, который назвал Crystal.
Поначалу Пантэйджес работал практически в одиночку, выполняя одновременно функции менеджера, агента по бронированию, билетёра и уборщика. В поисках массовой аудитории, установил плату за вход в тетар в 10 центов. Иногда он запускал кинопроектор.
Кейт Клондайк, оставшаяся на Аляске, отправилась в турне, чтобы заработать на оплату счетов. Она посылала Алексу любовные письма и деньги, а тот внимал нежностям и просил о ещё большей финансовой помощи.
К 1904 году Пантэйджес открыл второй театр, назвав его в честь самого себя Pantages. В театре не только ставились водевили, но и демонстрировалось кино, которое в ту эпоху только начинало становиться культурным феноменом. Год спустя он женился на скромной молодой 18-летней музыкантке Лоис Менденхолл из состоятельной и уважаемой семьи из Окленда (Калифорния). Лоис играла на скрипке в его театре.
В 1880-х годах в США продолжался процесс коммерциализации театра. Не смену путешествующим артистами приходили театральные заведения, при которых обычно существовали салуны, предлагавшие своей растущей клиентуре регулярные шоу. Депрессия 1890-х годов нанесла серьёзный ущерб сфере общественного развлечения, однако к тому времени, когда Пантэйджес прибыл в Сиэтл, варьете и водевиль уже обрели популярность, став прочно устоявшимися формами коммерческого театра.
В марте 1905 года Кейт Клондайк узнала о тайном браке Пантэйджеса из посланного им письма. Брошенная девушка пала духом и пристрастилась к алкоголю, а позднее подала против него иск на сумму $ 25 000 о нарушении обещания жениться, который в результате был урегулирован вне суда. В итоге она получила $ 5 000. Клондайк писала, что Пантэйджес украл у неё деньги, на которые приобрёл Crystal. Очередная встреча между ними состоялась спустя более 20 лет.
Кейт Клондайк продолжала гастролировать, пока вывих колена не заставил её прекратить эту деятельность. Купив вместе с матерью участок земли в Орегоне, она в 1915 году вышла замуж (в этом же году открылся второй театр Pantages в Сиэтле). Первый брак закончился разводом из-за её неверности, за ним последовало ещё два замужества. Всю оставшуюся жизнь ей приходилось сводить концы с концами. В 1957 году в возрасте 81 года Кейт Клондайк скончалась. В Голливуде о ней был снят фильм.
В 1906 году Пантэйджес открыл репертуарный театр Lois, назвав его так в честь свой супруги. Это был третий по счёту театр в Сиэтле.
В театральных кругах над Пантэйджесом смеялись за ломанный английский и сильный греческий акцент. Однако бизнесмен, который даже не помнил, с какого острова Греции он приехал, упорно продолжал начатое и открывал всё новые театры по всей территории штатов Скалистых гор. Спустя два десятилетия имя Пантэйджеса станет широко известным брендом, и едва ли кому-то было известно о том, что изначально мультимиллионер носил фамилию Пантазис. Когда именно он изменил её, что являлось распространённой практикой среди многих иммигрантов, неизвестно.

### Александр Пантэйджес vs Джон Консидайн
К 1909 году Пантэйджес скопил значительное состояние, а также владел особняками по всему западному побережью Америки, в том числе в Сиэтле и Лос-Анджелесе. К тому моменту конкуренцию в Сиэтле ему составлял импресарио Джон Консидайн. Антагонизм между ними длился несколько десятилетий и являлся одной из характерных особенностей водевиля как сферы развлечений той эпохи. Противоборство шло, в том числе, за исполнителей и покровителей. Первые, зная о об этом, заключали предварительные соглашения с каждым и ждали, пока они прибудут в Сиэтл, чтобы узнать, кто предложит бо́льшую сумму. Историк Мюррей Морган назвал это противостояние соперничеством между имеющим связи с влиятельными людьми и смекалистым бизнесменом (Консидайн) и трудолюбивым необразованным гением (Пантэйджес).
Пантэйджес обладал лучшим чем Консидайн внутренним инстинктом на то, за какие зрелища общественность готова платить. Его абсолютное пренебрежительное отношение к попыткам повысить уровень спроса широкой публики, в особенности к стремлению навязать нью-йоркские вкусы всей стране, оказалось ничем иным как хорошим деловым чутьём.
С 1911 года флагманом сети Консидайна был театр Orpheum на пересечении 3-й авеню и Мэдисон-стрит в Сиэтле. Он был спроектирован Уильямом Кингсли, а сумма его строительства составляла $ 500 000. Хотя заведение во время открытия 5 мая 1911 года было объявлено «самым роскошным театром Америки», после 1916 года оно перестало быть даже самым грандиозным водевиль-театром в своём нейборхуде. Причиной этому явилось открытие Пантэйджесом более величественного театра в нескольких кварталах к северу на пересечении 3-й авеню и Юнивёрсити-стрит. Здание Orpheum было снесено в 1949 году.
Когда в 1913 году «Большой Тим» Салливан, член Палаты представителей США от Нью-Йорка и партнёр Консидайна по бизнесу, лишился рассудка, последний потерял один из своих главных источников влияния и связей.
К 1914 году Пантэйджес одержал явную победу над Консидайном. Последний попытался продать свой бизнес Маркусу Лоу, чья базирующаяся на востоке США сеть кинотеатров и варьете с 1911 года была связана с расположенной на западе страны сетью Салливана-Консидайна. Сделка в конечном итоге провалилась, однако фиксированный залог принёс Консидайну неплохую сумму денежной наличности. С началом Первой мировой войны возможность нанимать звёздных артистов была окончательно исчерпана и сеть Консидайна распалась на части, которые скупил Пантэйджес.
В конечном итоге все вовлечённые в театральный бизнес предприниматели перебрались в Лос-Анджелес, к тому времени прочно утвердившийся в качестве столицы развлечений Западного побережья. Консидайн закрепился в киноиндустрии. Его сын, кинопродюсер Джон Консидайн-младший (известен по фильмам «Ставить на „Рица“» (1930) и «Город мальчиков» (1938)), женился на дочери Пантэйджеса Кармен, в свою очередь их сыновья Джон Консидайн III и Тим Консидайн стали успешными актёрами кино и телевидения.

### Сеть театров Pantages (Pantages Circuit)
В 1910 году Пантэйджес нанял тогда малоизвестного 21-летнего сиэтлского архитектора еврейского происхождения Б. Маркуса Притеку. Последний являлся уроженцем Глазго (Шотландия) и иммигрировал в США в 1909 году. Примерно в это же время Пантэйджес наладил партнёрские отношения с кинодистрибьютором Famous Players, дочерним предприятием Paramount Pictures, ещё более расширив географию своих водевиль-театров и кинозалов на западе США.
Впоследствии Притека станет основным зодчим театров Pantages. Сотрудничая с ним, Пантэйджес превратит посещение кинотеатра в шикарное мероприятие с капельдинерами в белых перчатках, изысканно украшенными вестибюлями и прекрасно оборудованными уборными, что напоминало пребывание в европейском дворце. Незначительных деталей в планировании сервиса не было. Популярность, слава и успех бизнесмена стремительно росли благодаря предлагаемому качественному развлечению по приемлемым ценам.
В 1911 году свои двери открыл театр Pantages в Сан-Франциско, архитектором которого был Притека. В общей сложности мастер спроектировал 22 театра для Pantages, в том числе в Такома (1918), Лос-Анджелесе (1920), Сан-Диего (1924), Фресно (1928), а также в Голливуде (1929), который стал последним и самым большим в сети Pantages. Притека разработал экзотический неоклассический стиль, который Пантэйджес назвал Pantages Greek (Грек Пантэйджес).

Однажды Притека сказал о Пантэйджесе:
Любой полный дурак может сделать так, чтобы какое-либо место выглядело на миллион долларов, потратив на это миллион долларов, но далеко не каждый может сделать то же самое за полмиллиона.
Притека регулярно сотрудничал с художником-монументалистом Энтони Хайнсбергеном, который также привлёк внимание Пантэйджеса, нанявшего его для работы над одним из своих театров. В итоге в адрес Хайнсберга поступили благоприятные отклики, обеспечившие ему работу над более чем 20 театрами Pantages, что, в конечном счёте, принесло художнику общенациональную известность.
К концу Первой мировой войны Pantages Circuit являлась крупнейшей кинотеатральной сетью в Америке.
Несмотря на то, что вначале Пантэйджес не желал впускать в свои театры афроамериканцев, в конце концов он пошёл на попятную. В 1919 году афроамериканец по имени С. С. Мур подал иск против театра Pantages в Спокане (Вашингтон) после того, как ему сказали, что чернокожие могут сидеть только на балконе. Ему был возмещён ущерб в $ 200, а сеть театров прекратила политику сегрегации.
Отправной точкой гастрольных представлений Pantages Circuit стал город Виннипег (Манитоба, Канада), где в 1914 году открылся театр Pantages Playhouse. В то время, как большинство театров принадлежало другим лицам, но управлялось Пантэйджесом, с 1911 года последний начал открывать театры на территории всего запада США и в Канаде. Театры Pantages были также построены в Ванкувере, Эдмонтоне и Виктории.
Величие театров Pantages заключалось не только в стилистических особенностях, но и в размерах здания. Самый большой театр мог вместить более 2 000 зрителей. При этом выбор места расположения театров основывался главным образом на ощущении Пантэйджеса того, как привлечь максимально широкую аудиторию.
Пантэйджес нередко лично занимался поиском и оценкой артистов, а не полагался на нью-йоркских агентов, как это делали многие его конкуренты. Будучи жёстким, но чрезвычайно трудолюбивым бизнесменом, свои доходы он вкладывал в строительство новых театров, при этом великолепная память позволяла ему полностью контролировать работу всех театров Pantages.
К 1920 году Pantages Circuit принадлежало более 30 театров и ещё с 60 водевиль-театрами были заключены перформанс-контракты.
На сцене театров Pantages можно было увидеть французских менталистов, казачьи танцы, испанское танго, велосипедистов, жонглёров и фокусников, дрессированных собак и обученных какаду, «блэкфейсов»-комиков, безрассудных ковбоев, мимов, марионеток, йодлеров, боксёров и вентрологов, а также всегда скрипачей, бывших любимыми исполнителями Пантэйджеса.

### «Старый козёл» Лос-Анджелеса
В начале 1920-х годов Пантэйджес вместе с семьёй переехал в Лос-Анджелес. Там его вновь начало преследовать чувство неутолённости жизнью, попытка удовлетворения которого в конечном итоге обернётся для магната крушением всей его театральной империи. Именно в Лос-Анджелесе Пантэйджес приобрёл репутацию «старого козла», мужчины средних лет с соблазняющим взглядом. Появились истории о свиданиях с несовершеннолетними в Мексике и о обвинениях со стороны мужчин, за жёнами которых ухлёстывал похотливый дамский угодник. В обществе ходили разговоры о том, что в нескольких его театрах имелись мансарды, где после шоу он проводил многочисленные вечеринки с привлекательными старлетками. Судьбоносным стал визит 17-летней танцовщицы, после которого в его адрес последовало обвинение в сексуальном домогательстве.

### Мир кинематографа. Начало падения империи

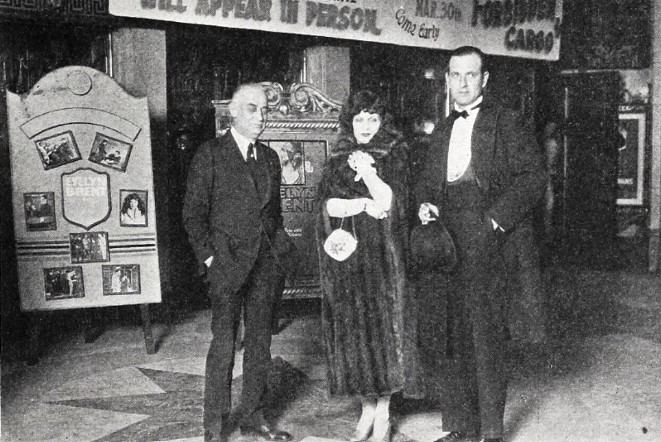
Пантэйджес с актёрами Эвелин Брент и Робертом Эллисом в кинотеатре Pantages в Лос-Анджелесе (1925)

На протяжении 1920-х годов Pantages Circuit доминировала на рынке водевиля и кино в Северной Америке к западу от реки Миссисипи. Расширению деятельности бизнесмена на восточный рынок препятствовала базировавшаяся в Нью-Йорке компания KAO.
В конце 1920-х годов, c появлением звукового кино, Дэвид Сарнофф, руководитель Американской радиокорпорации (RCA), владевшей рядом патентов в области кино/звуковой технологии, основал производственную кинофирму Radio Pictures. Её акционером также был Джозеф П. Кеннеди, патриарх знаменитой американской семьи. В 1927 году им удалось купить сеть кинотеатров KAO. В целом Сарнофф и Кеннеди занимались повсеместной скупкой студий, звукового оборудования и театров с целью создания кинофильмов.
На протяжении всех 1920-х годов империя Pantages сталкивалась с ситуацией общего сокращения театральной аудитории из-за конкуренции со стороны зарождавшейся киноиндустрии.
В 1925 году Пантэйджес решил пойти на компромисс со своей личной привязанностью к живому театру и объявил об инициативе открыть сеть кинозалов. Начинание имело успех, однако в течение последующих трёх лет магнат продал новые кинотеатры кинокомпаниям, в первую очередь RKO, и сосредоточил свои усилия на жанре водевиля. К тому времени последний уже начал затмеваться кинематографической продукцией и решение Пантэйджеса сохранять верность театру в дальнейшем способствовало снижению его благосостояния. Ко времени смерти магната в 1936 году его авторитет и влиятельность существенно упали, а активное участие в театральном бизнесе в значительной степени завершилось.
5 марта 1928 года Пантэйджес открыл свой первый кинотеатр. В октябре этого же года, после слияния кинокомпании Кеннеди Film Booking Offices of America (FBO) с KAO, на свет появилась кинокомпания Radio Keith Orpheum (RKO). Сделка принесла большой финансовый доход.
В феврале 1929 года, желая приобрести сеть Pantages, состоявшую из 63 высокоприбыльных театров, Кеннеди сделал предложение Пантэйджесу, однако последний его отклонил. Тогда Кеннеди приостановил прокат своих фильмов через сеть Pantages, что, тем не менее, не повлияло на решение её владельца.
Когда вскоре Пантэйджес будет обвинён в изнасиловании, а его репутация сильно пострадает, он вынужденно примет пересмотренное предложение Кеннеди на гораздо меньшую сумму. Два театра Pantages приобретёт кинокомпания Warner Brothers, в то время также принадлежавшая Кеннеди. После этой крупной сделки в разгар кризиса на Уолл-стрит, Пантэйджес станет одним из самых обсуждаемых людей в Голливуде и попадёт в центр пристального внимания средств массовой информации за своё огромное состояние.

### Суд по делу об изнасиловании. Распад театральной империи

#### Первый судебный процесс

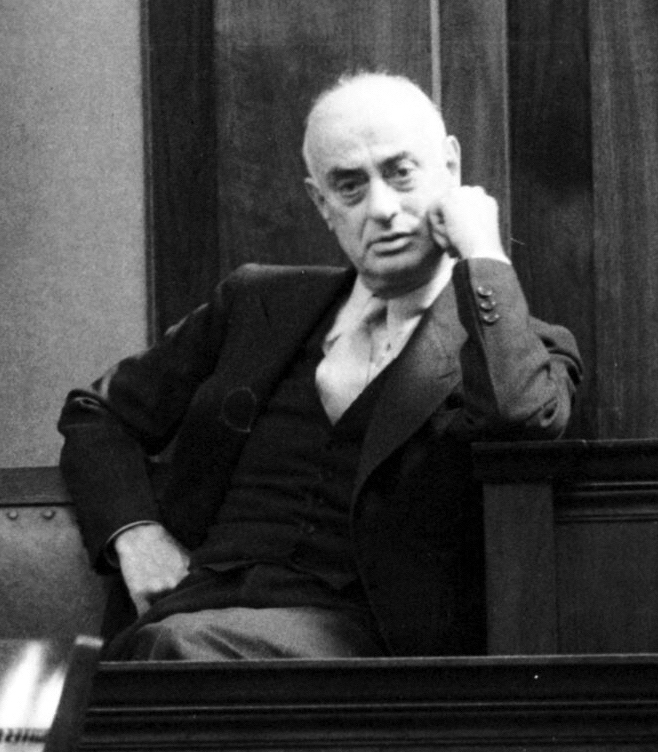
Пантэйджес даёт показания во время первого судебного процесса (1929)

9 августа 1929 года стал роковы днём для Пантэйджеса, когда весь его грандиозный успех резко оборвался. Магнат был арестован и обвинён в изнасиловании 17-летней уроженки Калифорнии Юнис Прингл.
Прингл, начинающая танцовщица водевиля, утверждала, что подверглась нападению со стороны Пантэйджеса в небольшом помещении его театра в центре Лос-Анджелеса во время прослушивания. Несмотря на несколько предыдущих отказов принять её, молодая девушка пришла без предварительной записи, настаивая на беседе с «Александром Великим», как бизнесмена называли в Голливуде.

Пантэйджес неохотно согласился принять Прингл, и пригласил её в личный офис в мезонине. Спустя не более получаса зрители дневного сеанса увидели взъерошенную Юнис Прингл, с растрёпанной одеждой выбегающую на улицу с криком о том, что её изнасиловали.
Вот он, это чудовище! Не дайте ему добраться до меня!
— кричала Прингл, указывая на следовавшего за ней седовласого Пантэйджеса.
По одной из версий, телефонист театра заметил, что пробегавшая мимо него Прингл срывала с себя одежду, а не одевала её.

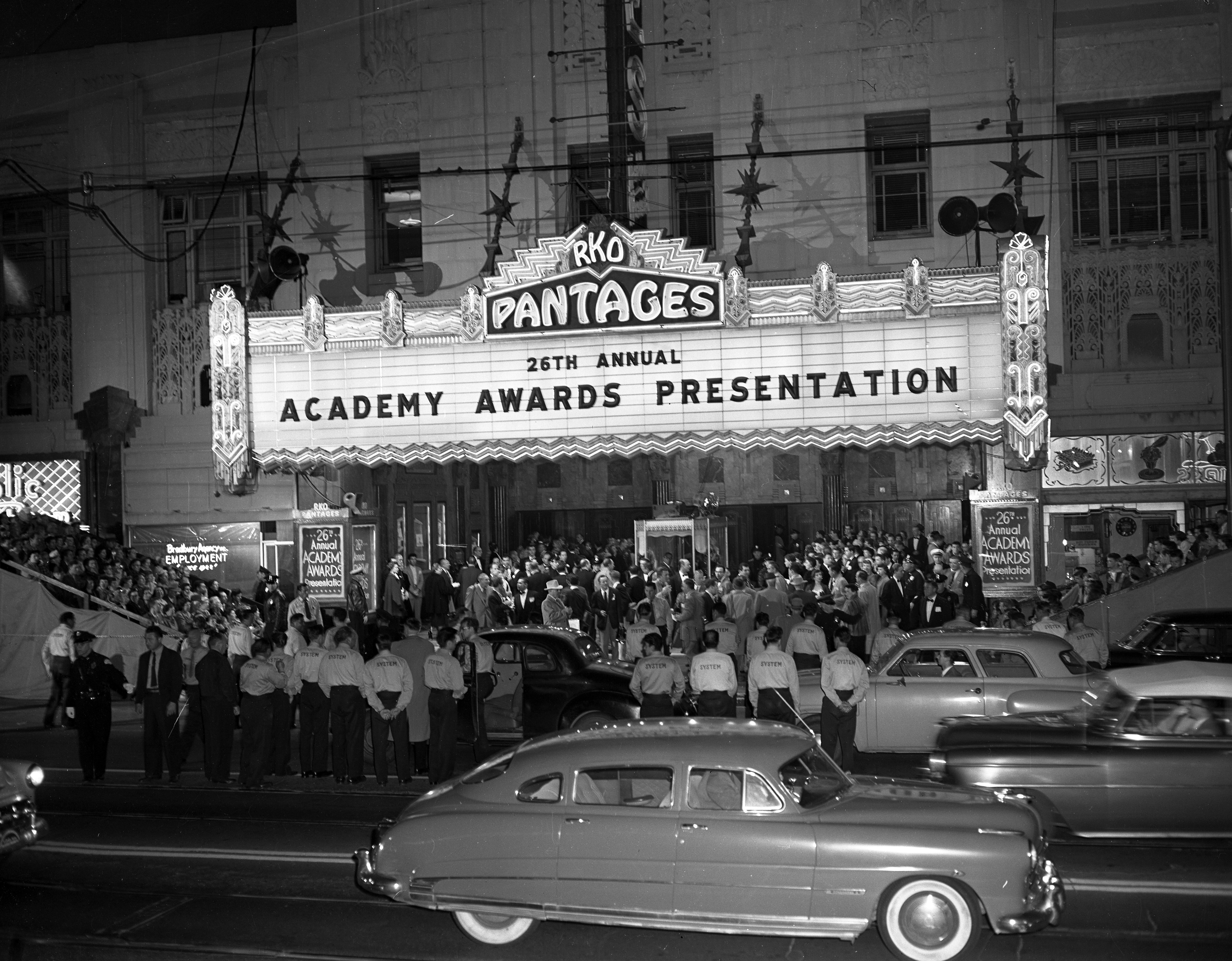
26-я церемония вручения наград премии «Оскар» в театре Pantages в Лос-Анджелесе (1954)

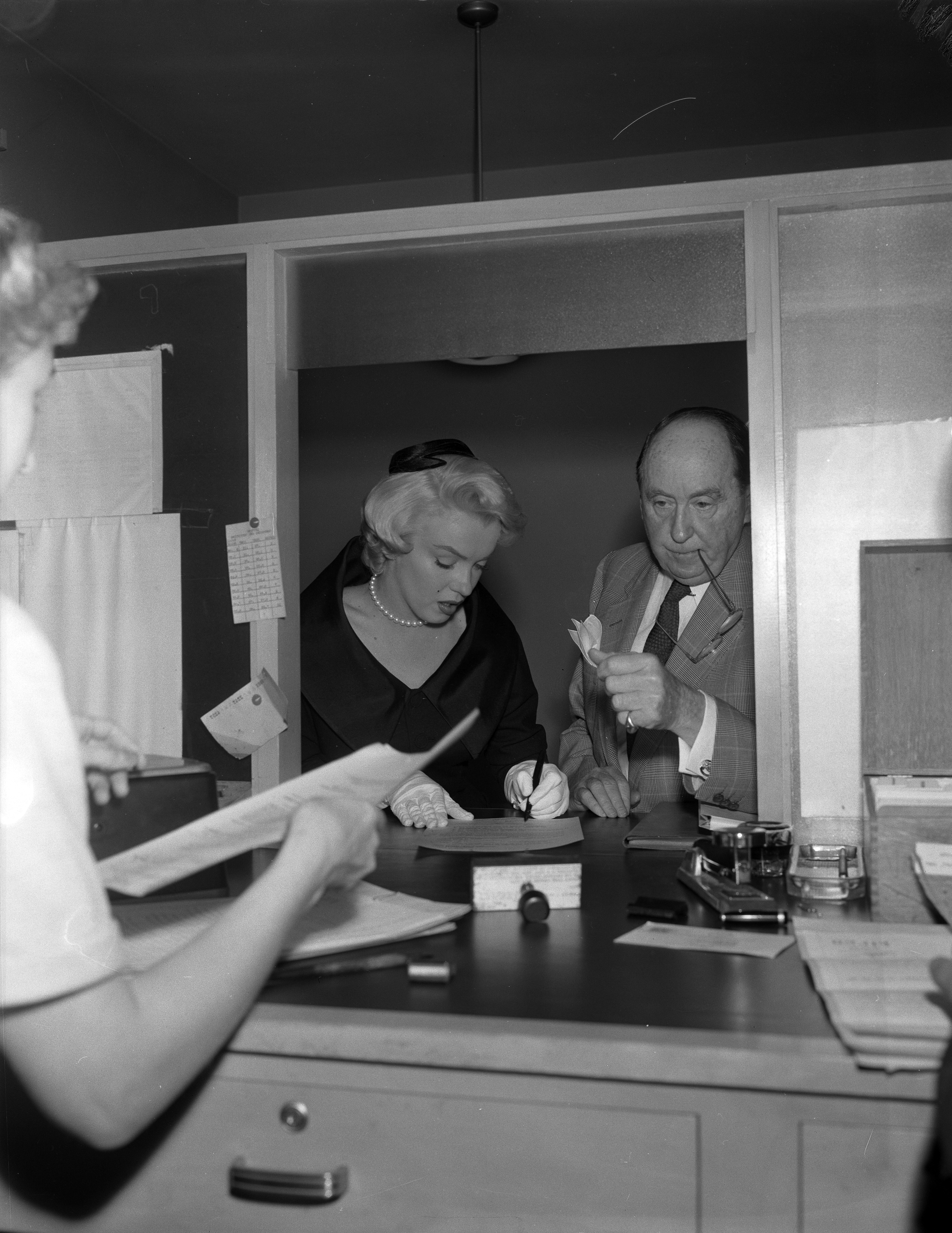
Мэрилин Монро подписывает документы о разводе в присутствии своего адвоката Джерри Гайзлера (1954)

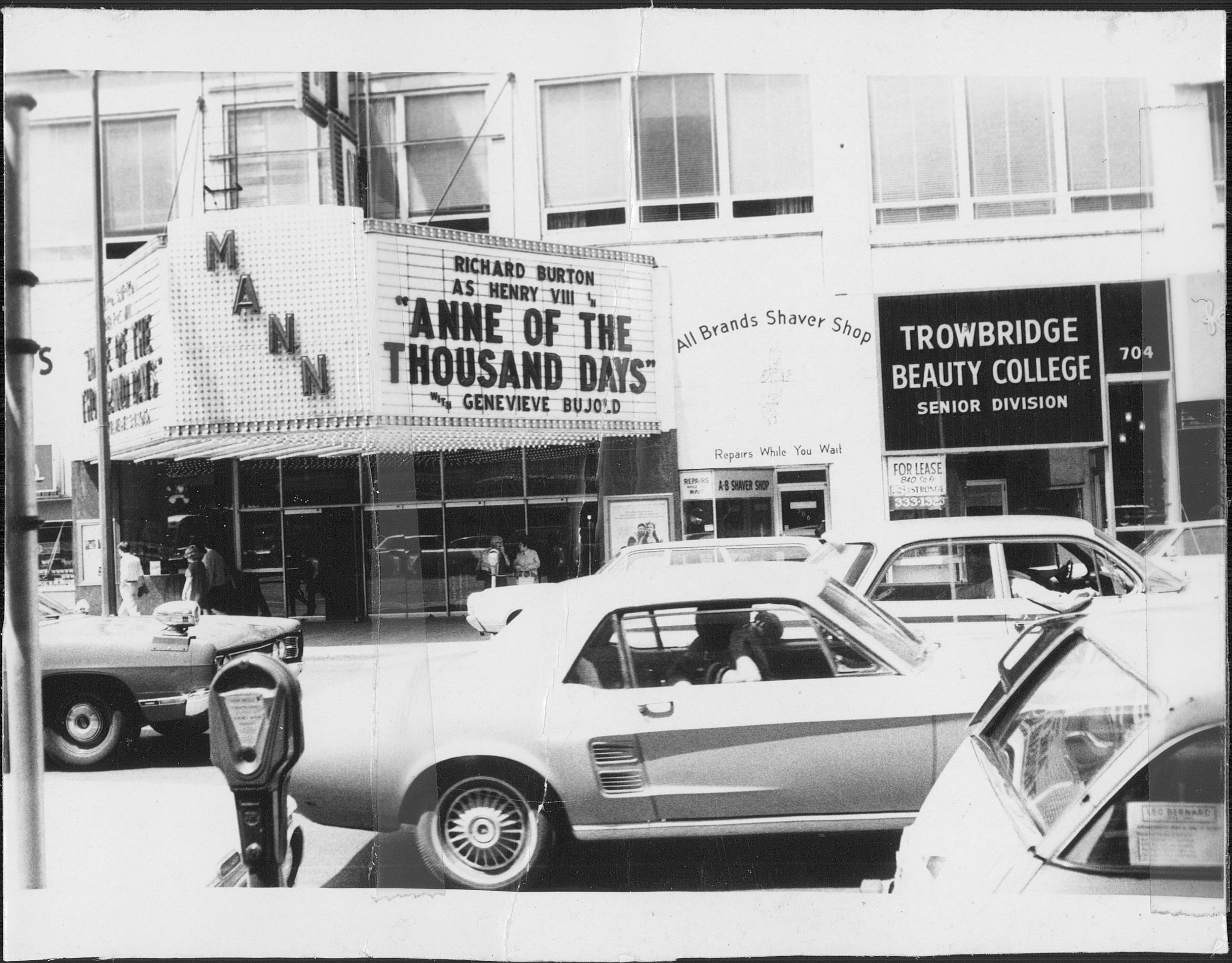
Театр Pantages в Миннеаполисе (Миннесота), в период, когда он был известен как театр Mann и функционировал в качестве кинотеатра (1970)

Незадолго до этого, 16 июня 1929 года, супруга Пантэйджеса Лоис совершила автомобильную аварию, в результате которой один человек погиб и несколько получили ранения. По заявлению многочисленных свидетелей, её дорогой автомобиль Stutz, ехавший по встречной полосе бульвара Сансет в Беверли-Хиллз, врезался в машину, за рулём которой сидел американец японского происхождения Джуро Рокумото, садовник по профессии. Прибывшие на место происшествия сотрудники полиции и скорой помощи сообщили о том, что изо рта Лоис Пантэйджес исходил запах алкоголя. У Рокумото была сломана тазовая кость, и несколько членов его семьи также пострадали в результате несчастного случая. Когда Рокумото умер во время операции, Лоис Пантэйджес было вынесено обвинение в убийстве первой степени. Команда адвокатов в лице Форда и Гилберта, которые будут представлять в суде интересы Алекса Пантэйджеса, взяла на себя защиту его супруги, а их, в свою очередь, заменил менее опытный Джерри Гайзлер. 25 сентября, в ходе судебного разбирательства, Лоис Пантэйджес была признана виновной в непредумышленном убийстве. Суд приговорил её к тюремному заключению в Сан-Квентине, однако в итоге назначил 10-летний испытательный срок, который через несколько месяцев был отменён по причине слабого здоровья женщины.
3 октября 1929 года начался суд над Пантэйджесом. Вся страна была увлечена историей о безжалостном дельце, педофиле-насильнике и опасном иноземце, и невинной юной танцовщице, которую объявили образцом американского девичества и добродетели. Одним из изданий, регулярно освещавших судебные процессы над Пантэйджесом и его супругой в таком ключе, была газета «Los Angeles Examiner», принадлежавшая магнату Уильяму Рэндольфу Херсту, который испытывал неприязнь к Пантэйджесу. Для публики, жаждущей сплетен, из зала судебного заседания ежедневно появлялись подробности предполагаемого посягательства сексуального характера. Город был ввергнут в истерику подстрекательствами со стороны таких радиопроповедников как П. Р. «Боб» Шулер и Густав Бриглеб, осуждавших богатого греческого иммигранта.
В бесчисленных историях, появлявшихся в газете «Examiner», с момента первой из них по данному процессу от субботы 10 августа 1929 года и до его конца, Пантэйджес изображался одиноким, замкнутым, неприветливым, лишённым эмоций, в упадническом состоянии человеком, делался акцент на том, что он иммигрант из Греции, в то время как уроженка Америки Прингл представлялась жертвой. Всё это сопровождалось всплесками эмоций в суде и продолжительными интервью в прессе, всегда с соблюдением декорума и чувством сострадания. Пресса сделала из Пантэйджеса самого ненавистного человека и самого известного «богатого старого козла» в стране. Сам же он, по рекомендации адвокатов, не давал интервью во время судебного разбирательства.
Суд начался с показаний Прингл. Пострадавшая заявила о том, что во время посещения офиса Пантэйджеса бизнесмен попросил её стать его возлюбленной, так как ненавидел свою жену. Когда девушка начала сопротивляться любовным заигрываниям мужчины, он напал на неё, затащил в кладовку для веников и изнасиловал. С укусами и ушибами на теле, изорванной одеждой, а также потерянными или разбитыми ювелирными украшениями она закричала и выбежала из театра, в конце концов добравшись до улицы, где обратилась к сотруднику дорожной полиции.
В свою защиту Пантэйджес заявил, что после того как он отклонил предложенный Прингл скетч, она пришла в ярость, бросилась на него словно «тигрица», с криками срывая рубашку, подтяжки и брюки. Ему потребовалось применить все свои силы, чтобы вытолкать атлетически сложенную юную танцовщицу из офиса.
Перед началом судебного процесса прокуроры посетили театр, чтобы осмотреть помещение, где Юнис Прингл, как она утверждала, подверглась нападению. Оно находилось на лестничной площадке офисного здания между мезонином и 2-м этажом. Офис Пантэйджеса располагался не «рядом с кладовкой», а на несколько ступенек вверх по коридору до комнаты 205 с видом на афишу театра. Дверной проём помещения был такой низкий, что Роберту Стюарту, одному из прокуроров, пришлось наклоняться, чтобы войти в него.
Окружной прокурор Бурон Фиттс и его первый заместитель Роберт Стюарт выступали в качестве обвинителей в деле Пантэйджеса. У. И. Гилберт и У. Джозеф Форд, адвокаты обвиняемого, представили на предварительном слушании свидетелей, которые подтвердили, что Прингл не была невинной, каковой пыталась казаться. Они заявили о том, что девушка жила со своим агентом, который хвалился неожиданной денежной удачей, имевшей отношение к их подзащитному. Однако на суде Фиттс возражал против этого показания, и его ходатайство об исключении всех показаний об общественном и моральном облике свидетеля, принёсшего жалобу, было удовлетворено. Единственная негативная информация о Прингл, которая была приобщена к делу в качестве доказательства, заключалась в том, что она не жила дома и бросила школу.
В ходе одного из перекрёстных допросов Гайзлер попытался выяснить о более ранних случаях безнравственного поведения Прингл, в том числе об истории её романа с 40-летним танцором Николасом Дунаевым — русским иммигрантом, бывшим её менеджером. Однако судья поддержал возражение со стороны обвинения и прервал линию допроса.
Фиттс в полной мере использовал обвинения в отношении бизнесмена и его жены, делая в своих доводах к присяжным особый акцент на порочности богатого клана Пантэйджес. Кроме того, сумев исключить улики о присущем Прингл непристойном поведении, окружной прокурор в своих доводах к присяжным заявил, что пострадавшая была девственницей — факт, не получивший подтверждения в суде. Присяжные заседатели, не делая перерыва на обсуждение, признали Александра Пантэйджеса виновным в изнасиловании несовершеннолетней.
Мало кто был удивлён, когда 27 октября 1929 года, в считанные дни, присяжные признали «Великого бога Пана», как стали называть Пантэйджеса, виновным. Известие об этом стало событием национального масштаба. Бизнесмена приговорили к 50 годам тюремного заключения, чего сам он не ожидл, так как нанял очень дорогих нью-йоркских адвокатов для своей защиты.
Однажды в коридоре у здания суда Пантэйджес наткнулся на Кейт Роквелл, с которой обменялся коротким приветствием. Её вызвали в суд в качестве потенциального свидетеля обвинения против бизнесмена, однако в итоге показаний она не давала.

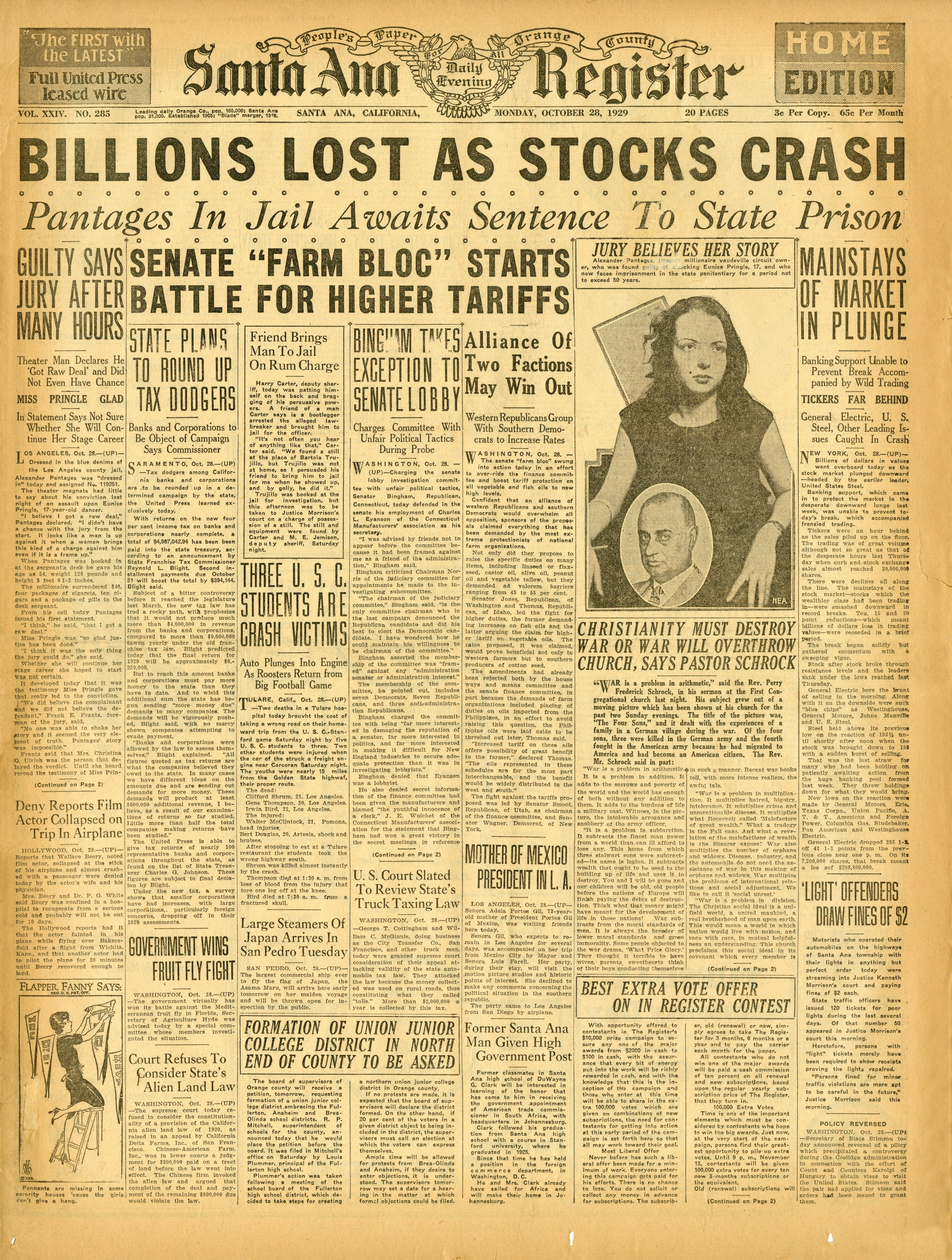
Заголовок на первой странице калифорнийской газеты Santa Ana Register гласит: «Пантэйджес за решёткой в ожидании приговора к заключению в тюрьму штата» (28 октября 1929)

Во время первого судебного разбирательства (3—27 октября), суд над Пантэйджесом являлся главным событием в США, с сотнями газетных репортажей с раздутыми заголовками и фотографиями (зачастую в качестве визуальных подсказок), включая знаменитое изображение Юнис Прингл с платьем в руках, которое, как она утверждала, было испачкано спермой бизнесмена. Это была голливудская история о состоятельном греческом иммигранте и скандальном судебном разбирательстве, в котором имелось всё: секс, знаменитости, деньги, власть, политические интриги и даже запачканное платье в качестве улики.
4 июня 1930 года, несмотря на экономический кризис, царивший в то время в США, в Голливуде проходило эпическое событие: открытие грандиозного театра «Pantages», которое освещалось двумя местными радиостанциями. В это время Пантэйджес лежал в больничной койке окружной тюрьмы Лос-Анджелеса, страдая от болей в груди. Его адвокат обратился в офис окружного прокурора с просьбой позволить своему клиенту посетить блестящее мероприятие, однако получил отказ от помощника, заявившего, что не в его компетенции принимать такие решения. Это была отговорка, так как два дня спустя Пантэйджес был освобождён.

#### Второй судебный процесс

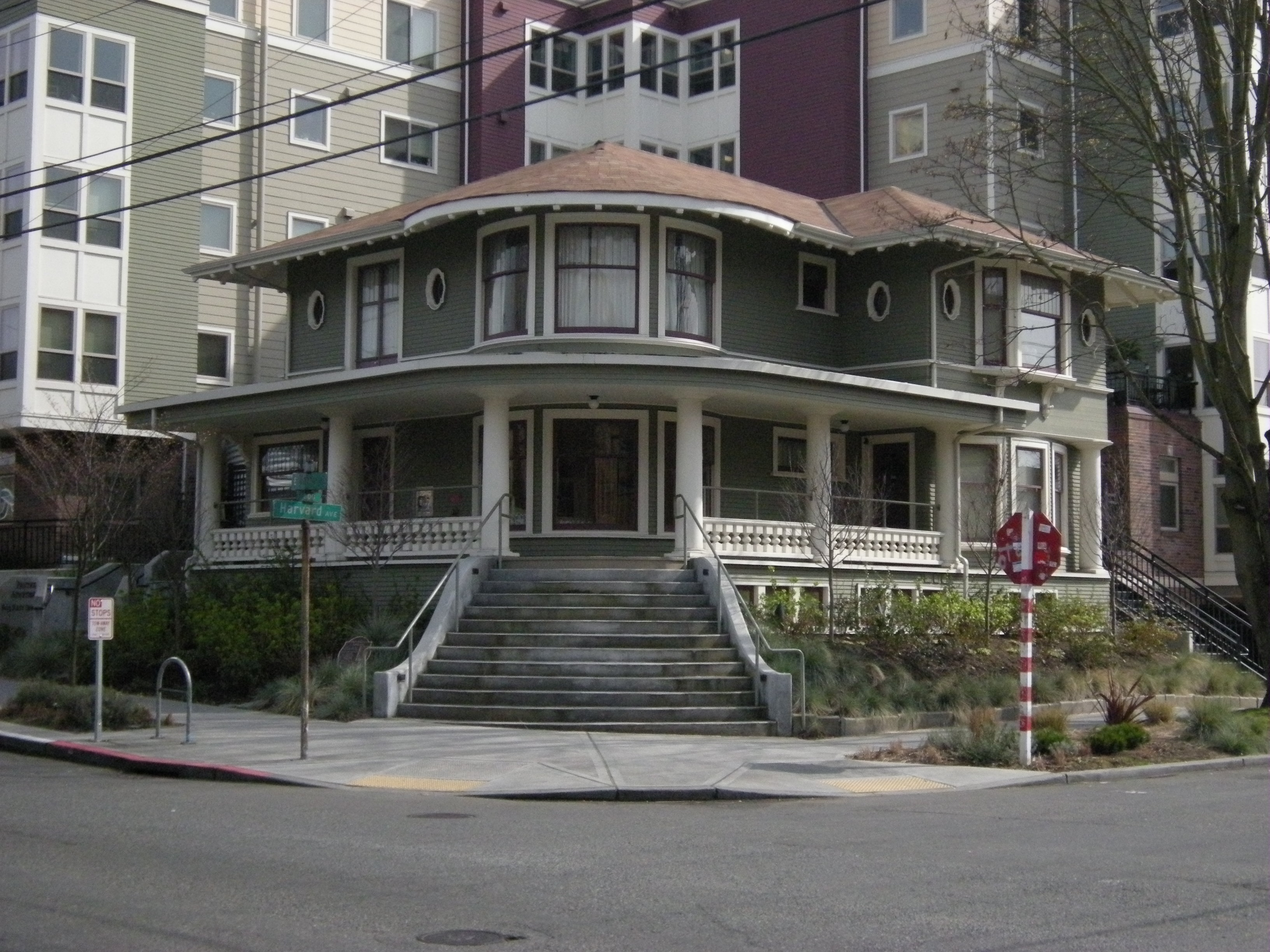
Дом Александра Пантэйджеса в Сиэтле (2008)

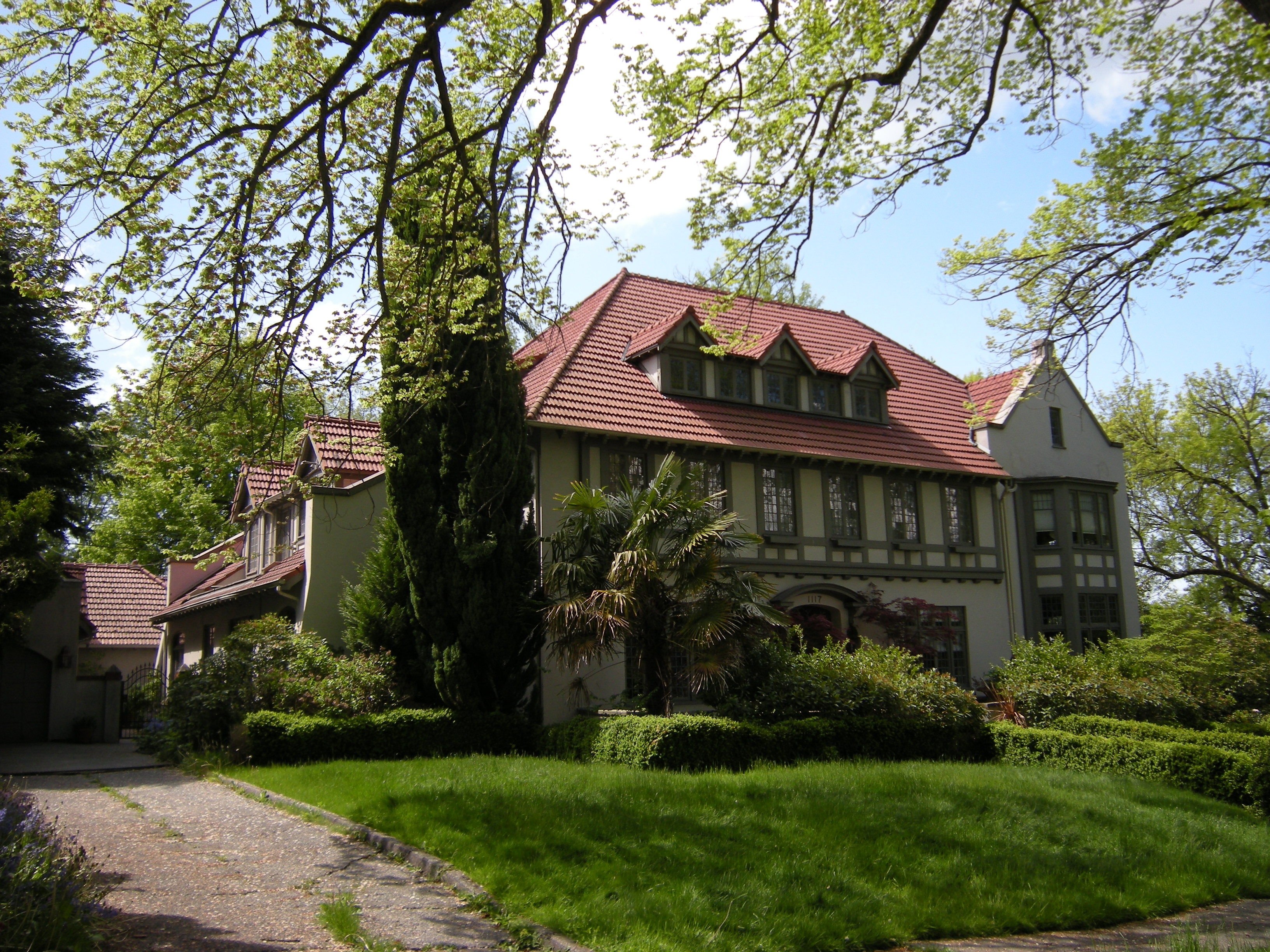
Особняк Александра Пантэйджеса в Сиэтле (2009)

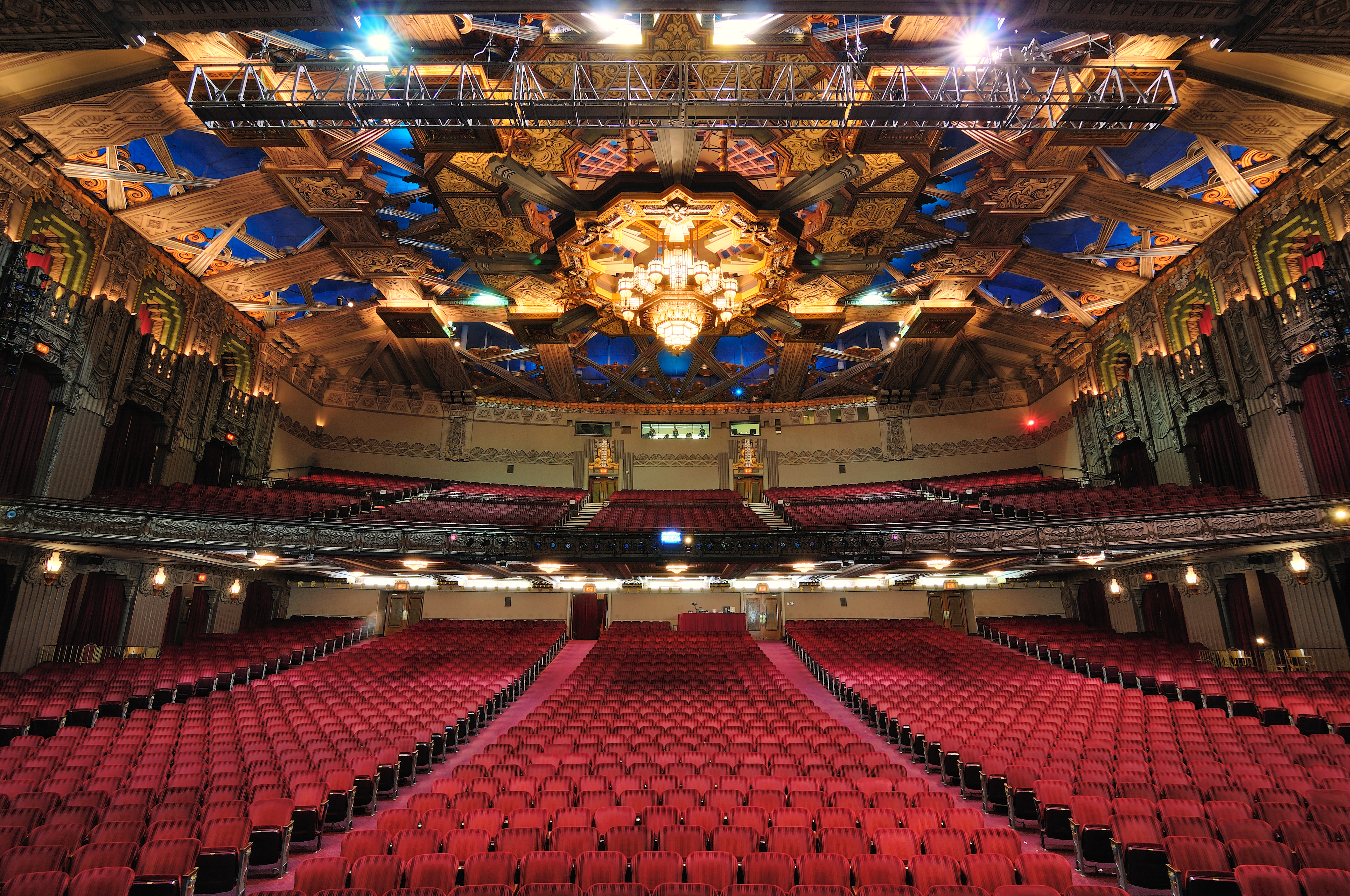
Интерьер театра Pantages в Голливуде (2009)

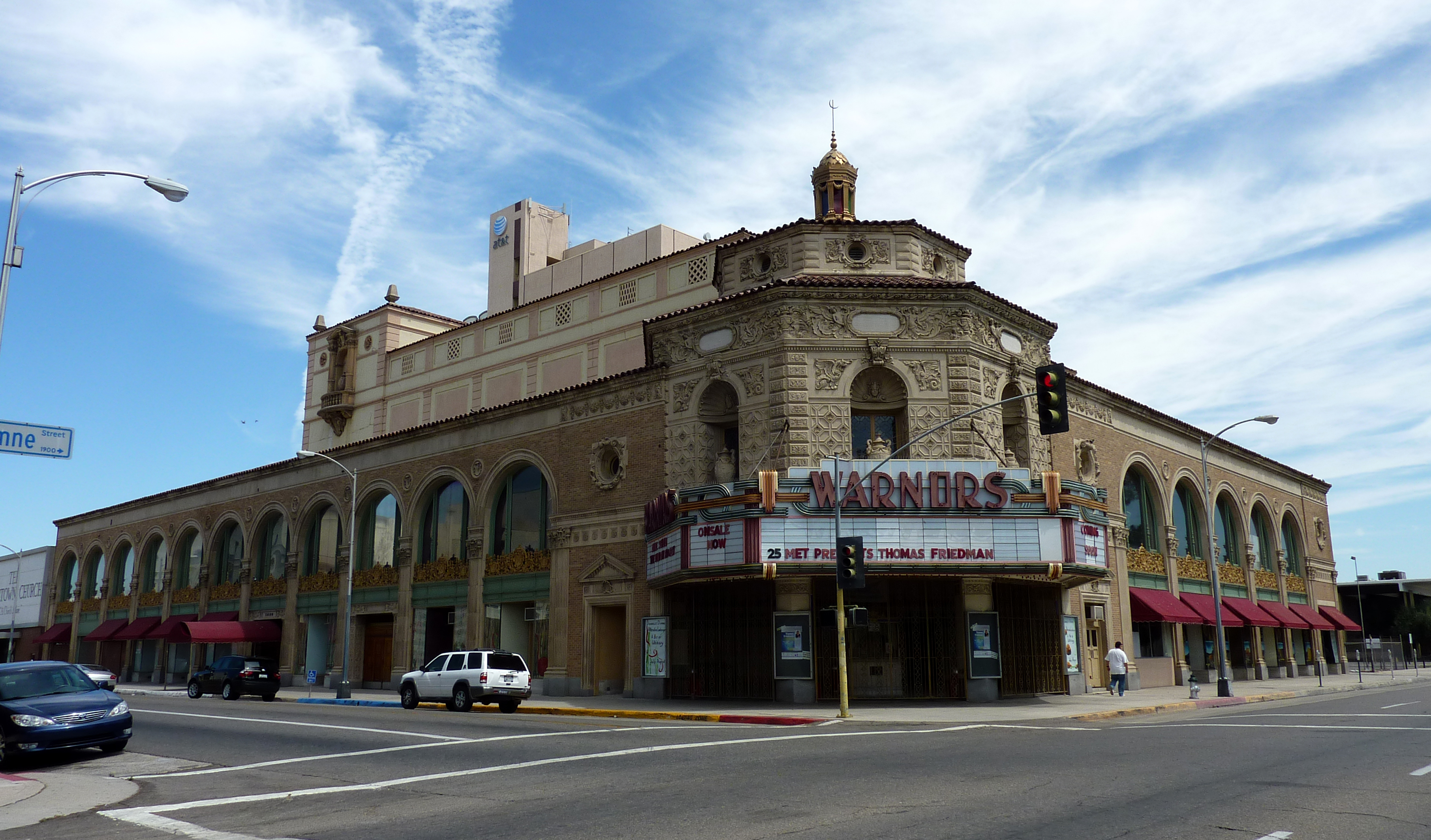
Театр Warnors во Фресно (Калифорния). Открыт в 1928 году под названием Pantages (2009)

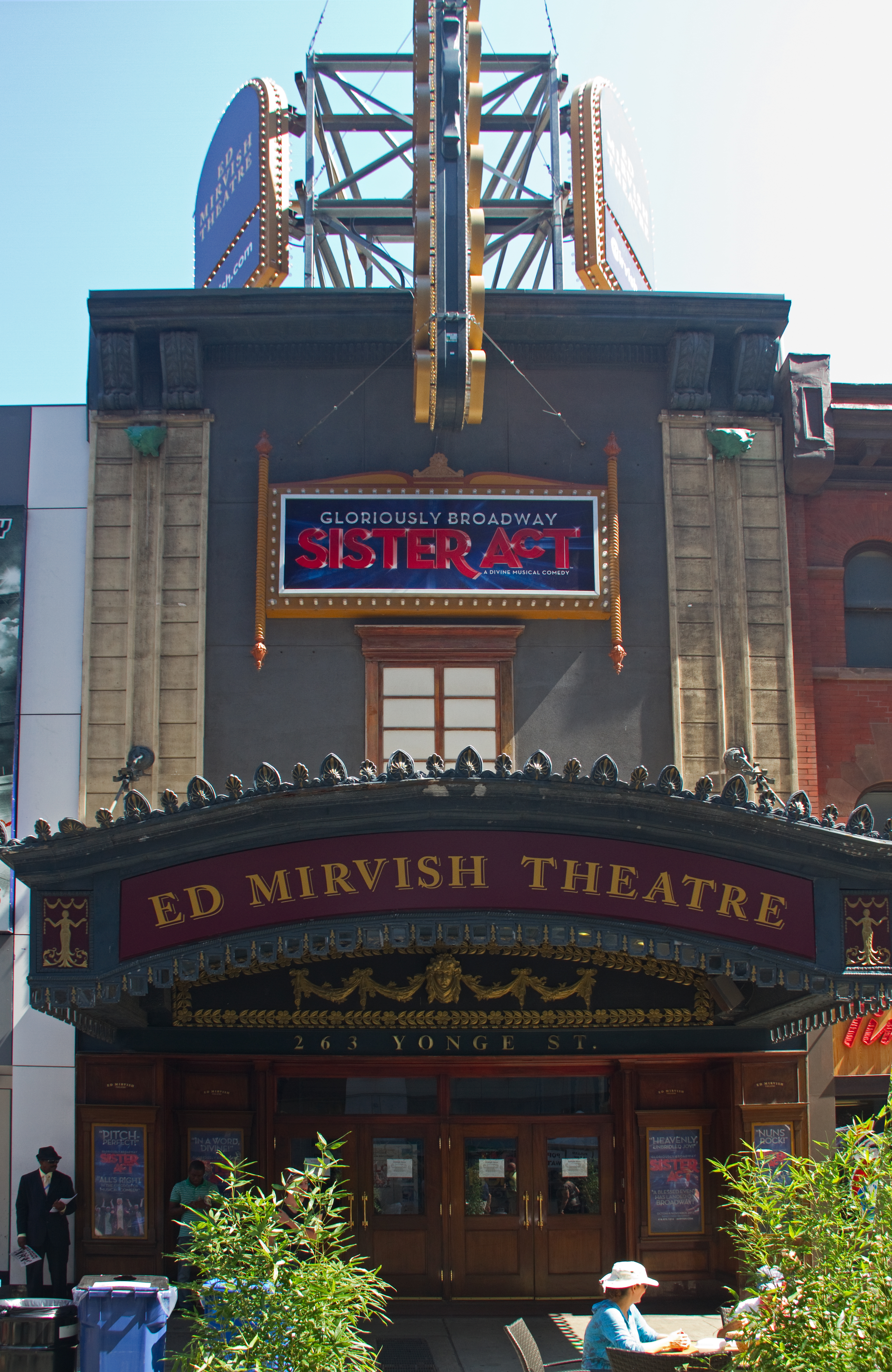
Театр Ed Mirvish в центре Торонто (Онтарио, Канада). Открыт в 1920 году под названием Pantages (2012)

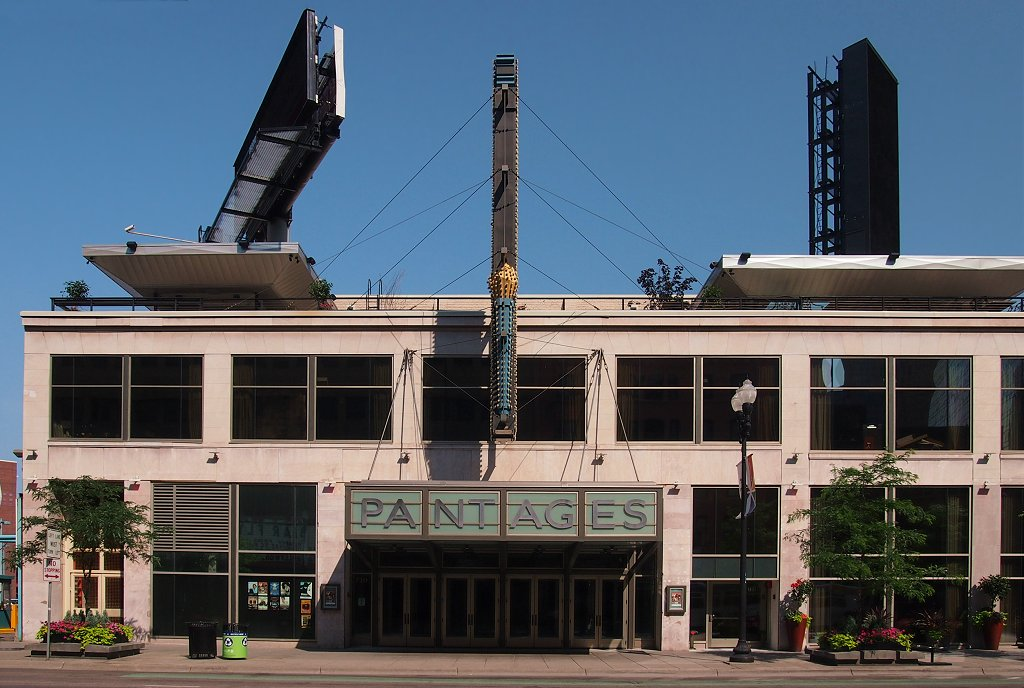
Театр Pantages в Миннеаполисе, штат Миннесота (2013)

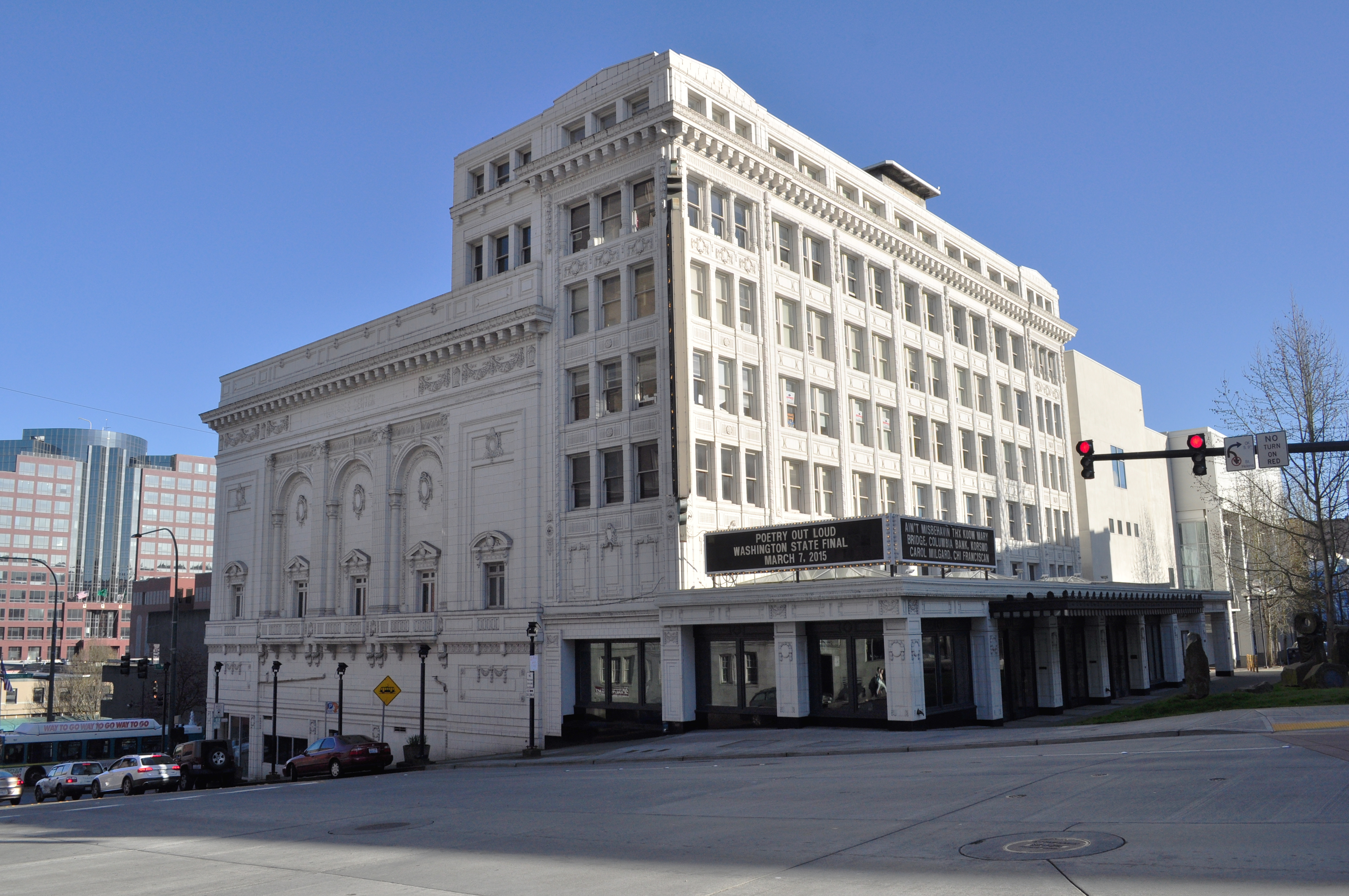
Театр Pantages в Такоме (2015)

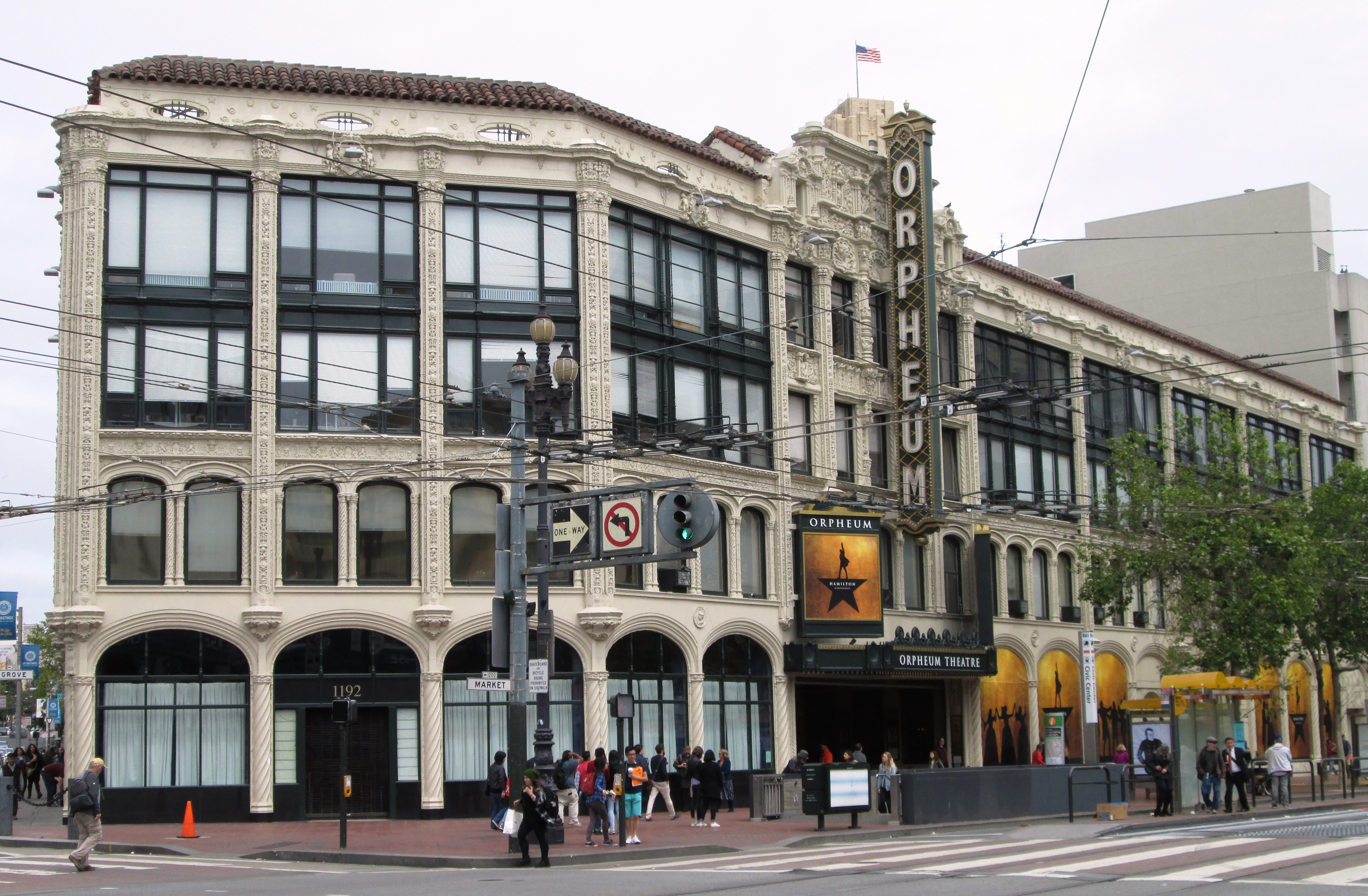
Театр Orpheum в Сан-Франциско, являющийся городской достопримечательностью, ранее носил название Pantages Theatre. Построен в 1926 году по проекту Б. Маркуса Притеки (2017)

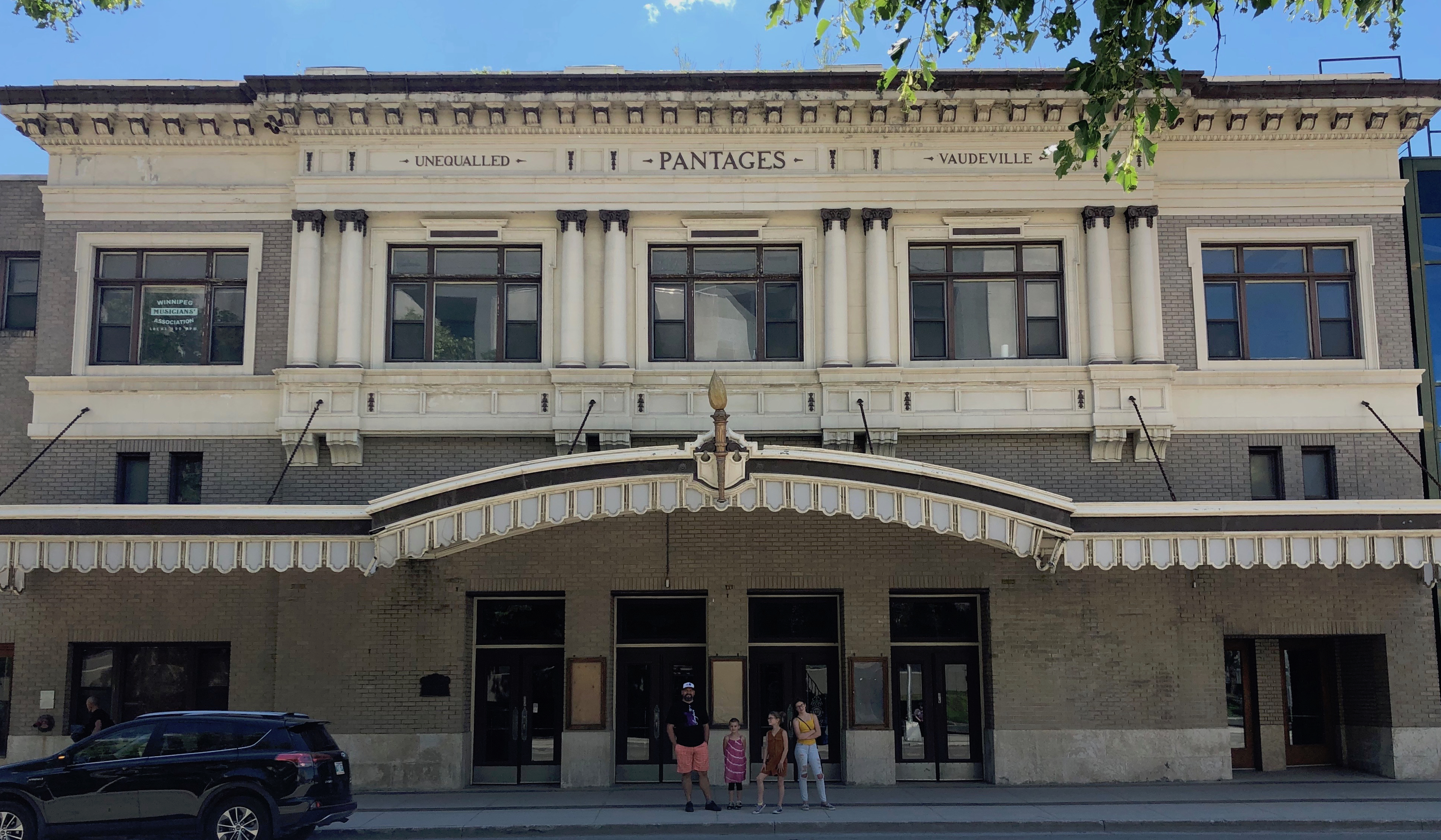
Театр Pantages Playhouse в Виннипеге (2019)

Проведя семь месяцев в тюрьме Сан-Квентин (с 27 октября 1929 по 6 июня 1930 года), Джерри Гайзлер и юрист из Сан-Франциско Джейк Эрлих подали в Верховный суд Калифорнии апелляцию от имени Пантэйджеса. Позднее Гайзлер станет известным в Голливуде адвокатом по бракоразводным делам.
В 1931 году, в ходе второго судебного процесса (3—27 ноября), Гайзлер добился оправдания для Пантэйджеса. Он обжаловал приговор суда, заявив, что окружной прокурор не только совершил досудебное неправомерное поведение в деле Пантэйджеса, но также и то, что суд первой инстанции допустил ошибку, изъяв из производства свидетельства относительно того, была ли Прингл девственницей на момент якобы имевшего место изнасилования, что затрагивало её моральную репутацию. Поставленный вопрос заключался в том, могут ли такие данные о свидетеле, принёсшем жалобу, быть допустимыми в случае изнасилования по статутному праву. В то время доказательства об отсутствии девственности у пострадавшей стороны допускались в качестве таковых в случаях, не подлежащих рассмотрению по нормам статутного права не только для демонстрации согласия потерпевшей, но и для дискредитации её свидетельских показаний касательно применения физической силы. Однако в случае статутного изнасилования, предусматривающего наличие незаконного полового акта с несовершеннолетней, которая, предположительно, не может дать на него своего согласия, данные об отсутствии у неё девственности считались неприемлемыми. Однако в деле Пантэйджеса, в котором Прингл настаивала на изнасиловании с применением физической силы, Верховный суд Калифорнии вынес решение об обратном. Суд констатировал, что, если жертва статутного изнасилования утверждала об использовании силы, прежнее наличие (или отсутствие) девственности будет оспорено в суде, поскольку это ставит под сомнение её показания относительно применения силы со стороны подсудимого. В своём предварительном заключении суд пришёл к выводу, что данная норма являлась необходимой. Вынесенный Пантэйджесу приговор был отменён и он смог получить возможность пересмотра дела.
На вторичное рассмотрение дела Юнис Прингл появилась в одежде, схожей с той, в которую была одета в день предполагаемого изнасилования. В красном платье с высокими каблуками и яркой помадой она мало походила на наивную и простодушную девушку, какой представилась в ходе первого судебного разбирательства. После того, как управляющий бунгало Moonbeam Glen свидетельствовал, что Прингл жила со своим любовником и агентом Ником Дунаевым, а сама она призналась, что делает это с 15-летнего возраста, потерпевшая представилась присяжным в ином свете. Гайзлер обратился к суду с мыслью о том, что обладающая атлетическими и акробатическими качествами Прингл, если её обвинения в изнасиловании соответствовали истине, могла легко дать отпор 54-летнему «тощему» Пантэйджесу ростом 1,7 метра и весом 57 килограмм. Разразившийся громкий смех, вызванный тем, что Гайзлер и его помощник разыграли сценку предполагаемого нападения согласно описанию Прингл, демонстрируя, что было бы физически невозможно и непрактично совершить изнасилование в крошечной подсобке, дело было окончено. Присяжные проголосовали за невиновность Пантэйджеса и он был освобождён из тюрьмы.
Прингл продолжила преследовать бизнесмена с иском о возмещении ущерба в $ 1 млн.
Гайзлером был представлен трёхтомный сборник жалоб в 1 200 страниц с ссылками на сотни дел и правовых органов. В документе отмечалось, что суд низшей инстанции совершил ошибку в том, что не допустил дачи свидетельских показаний во время предыдущих прецедентов безнравственного поведения свидетелей, приносивших жалобы. Позднее Гайзлер скажет, что «в этом сборнике было так много новых сведений, что окончательное постановление суда создало прецедент в масштабах всей страны».
Джерри Гайзлер, впервые привлёкший к себе внимание в 1920-х годах, трижды представлял интересы Пантэйджеса, что принесло ему известность. Для Джейка Эрлиха Пантэйджес также стал одним из самых знаменитых клиентов, среди которых были Джин Крупа, Билли Холидей, Эррол Флинн, Джеймс Мэйсон, Говард Хьюз, а также насильник Кэрил Чессмен.

### Слухи о «подставе»

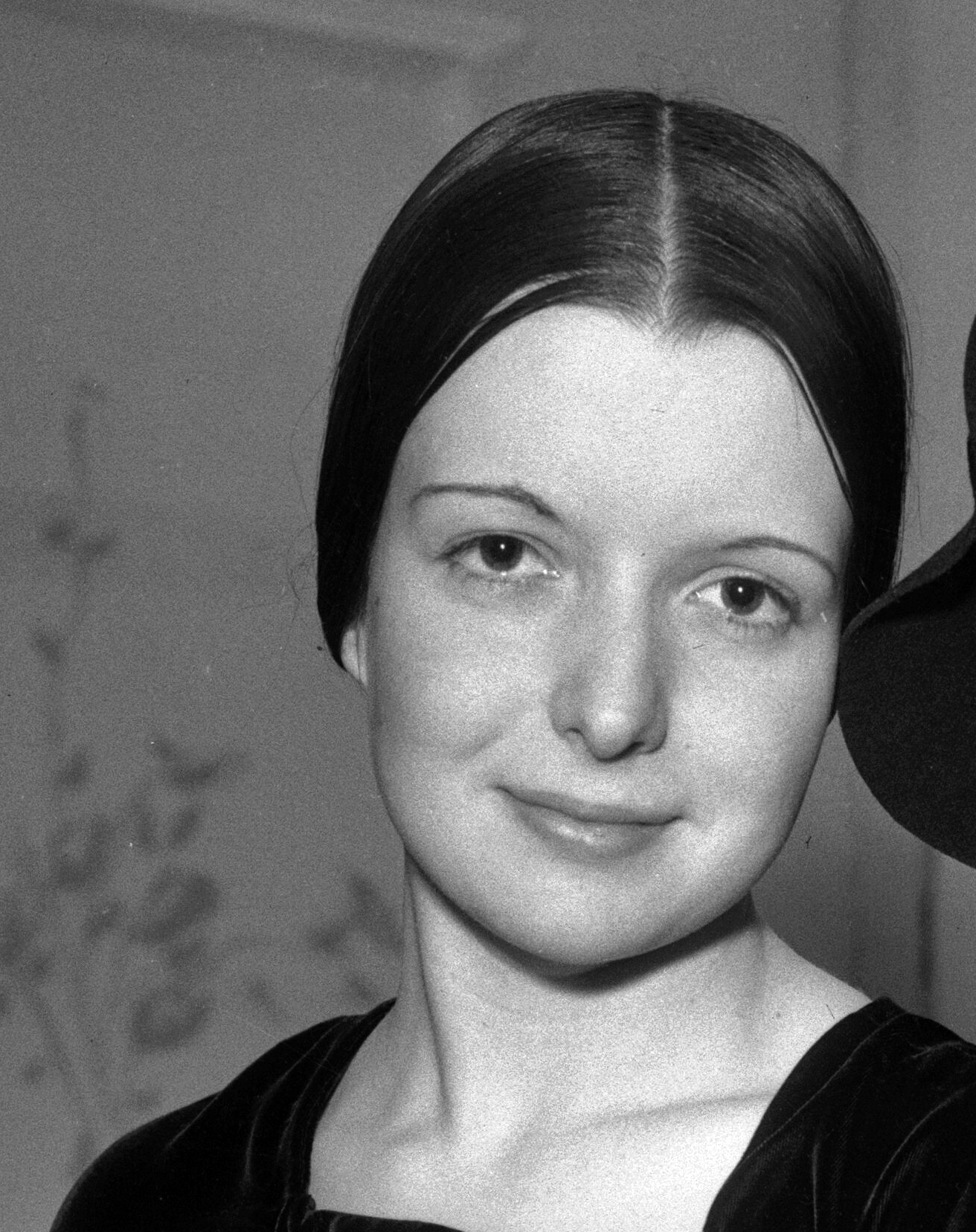
Юнис Прингл (1932)

После нашумевшего инцидента Прингл покинула мир шоу-бизнеса, впоследствии была дважды замужем, и умерла в 1996 году на 84 году жизни.
В 1933 году, согласно в дальнейшем не подтвердившимся слухам, Прингл была отравлена. На смертном одре она призналась Гайзлеру в том, что хотела рассказать правду о своих обвинениях в изнасиловании против Пантэйджеса, а также о том, что вдохновителем заговора против него был Джозеф Кеннеди, желавший разрушить репутацию и перспективы развития бизнеса театрального магната, тем самым вынудив его принять предложение о продаже сети театров Pantages. Будуи при смерти, она рассказала своей матери и подруге, что «Джозеф Кеннеди и [окружной прокурор] Бурон Фиттс подстроили ложное обвинение в изнасиловании, пообещав Прингл и её агенту и возлюбленному [Дунаеву] $ 10 000, а также актёрскую работу в крупной киностудии».
Согласно другим слухам, связанным с отравлением Прингл в 1933 году, она, будучи при смерти, заявила, что её возлюбленный Ник Дунаев получил крупное денежное вознаграждение от Джозефа П. Кеннеди, который был полон решимости заполучить контроль над распространением кинофильмов. Незадолго до визита Прингл в офис Пантэйджеса, Дунаев написал для неё пьесу, за которую мог выручить гонорар, однако девушка получила отказ от импресарио прослушать её, после чего произошли события, приведшие к судебному разбирательству. Сам Пантэйджес всегда утверждал, что Прингл со своим любовником Дунаевым подставили его с целью либо вынудить купить её танцевальный номер, либо потребовать заплатить ей, чтобы она не поднимала шум. Разговоры, касавшиеся вовлечённости в это дело Кеннеди, магнат публично не комментировал.
Майкл Пэрриш, в своей статье в «Los Angeles Times» от 16 июня 2002 года, попытался разобраться с загадочной историей об изнасиловании, однако так ничего и не выяснил. Согласно его мнению, «признание на смертном одре» Прингл, возможно, было историей, распространённой станом Пантэйджеса как часть попытки оправдать его. При этом он отмечает, что даже если часть этой многократно повторяемой истории, касающаяся предсмертной исповеди Прингл, не соответствует действительности, будет трудно доказать, что не было заговора против киномагната с участием Джозефа Кеннеди.
Тот факт, что Кеннеди являлся конкурентом Пантэйджеса по кинотеатральному бизнесу и желал выкупить сеть его театров, возможно, подпитывал царившие в Голливуде слухи о том, что заявление Прингл было правдой: Джозеф Кеннеди подкупил её, чтобы скомпрометировать греческого магната и приобрести его театры за низкую цену.
По мнению исследователя из Стэнфордского университета Илиаса Хрисохоидиса, подробно изучавшего биографию Пантэйджеса, «можно почти с полной уверенностью утверждать, что Прингл действительно нужны были деньги, потому что роковая встреча произошла уже через несколько дней после того, как стало известно о том, что Пантэйджес стал обладателем нескольких миллионов долларов от продажи своих театров». Хрисохоидис также считает, что «отсутствие улик в отношении Кеннеди не является доказательством того, что он не мог воспользоваться этим скандалом, тем более что статьи в газете „Los Angeles Examiner“, принадлежавшей его другу Херсту, были предтечей нападок на Пантэйджеса».
О возникших слухах упоминается в биографической книге Рональда Кесслера «The Sins of the Father: Joseph P. Kennedy and the Dynasty He Founded» (1996). Об этих же событиях, в большей мере как об имевшем месте значительном факте, в своей книге «Hollywood and the Mob» (2007) пишет Тим Адлер, со всей убедительностью рассказывая о тёмной роли Джозефа Кеннеди в истории с изнасилованием.

### Трагический конец. Последние годы жизни
Хотя Пантэйджес был оправдан, стресс от многолетнего пристального внимания со стороны общественности, годы Великой депрессии, публичный скандал, медицинские счета, оплата юридических услуг и прочие судебные издержки на общую сумму более $ 252 000 (в ту эпоху судебные процессы были чрезвычайно дорогостоящими) и многочисленные семейные проблемы привели его к финансовому краху, а также негативно отразились на соматическом и психическом здоровье. Репутации и бизнесу магната был нанесён фатальный удар.
В 1930 году Пантэйджес был вынужден продать свою сеть водевиль-театров Pantages за меньшую сумму, чем та, которую ему первоначально предлагалась, и гораздо меньшую в сравнении с затратами на её создание. Все театры Pantages были полностью распроданы. Бо́льшую часть активов приобрела компания RKO Pictures. После этого Пантэйджес ушёл на покой.
Хотя в 1932 году Пантэйджес хотел вернуться в театральный бизнес, в условиях Великой депрессии сделать это было невозможным.
С распадом империи Пантэйджеса надпись «Pantages» перестала появляться на вывесках практически всех театров. В 1930 году канадский Toronto Pantages был переименован в Imperial. С тех пор он стал исключительно кинотеатром и водевили в нём больше не ставились. Управлением и контролем завладела развлекательная компания Famous Players, сохранявшая право собственности на протяжении более 50 лет. Пантэйджес сохранил лишь жемчужину своей империи — театр Pantages в Голливуде на 2 800 мест и стоимостью $ 1,25 млн.
В последние годы жизни, наладив более тесные связи с греческой общиной США, вёл бизнес со своими соотечественниками.
До конца жизни занимался разведением лошадей и верховой ездой.
Умер во сне 17 февраля 1936 года от сердечной недостаточности. Похоронен в Большом мавзолее мемориального парка Форест-Лаун в Глендейле (Калифорния). Рядом с Пантэйджесом расположены могилы Лона Чейни, У. К. Филдса, Эррола Флинна и Кларка Гейбла. Среди знаменитостей Голливуда, присутствовавших на его похоронах, были братья Скурас, сменишие его на греческом троне Голливуда.
На момент смерти Пантэйджес остался практически без гроша, а стоимость его имущества, как сообщалось, оценивалась на сумму около $ 5 000.

## Личная жизнь
С 1905 года был женат на Лоис Менденхолл (1884—1941). Пара имела троих детей: сыновей Родни и Ллойда, и дочь Кармен. Впоследствии они удочерили четвёртого ребёнка по имени Дикси. До 1929 года семья проживала в Сиэтле, после чего перебралась в Лос-Анджелес, поселившись в районе Лафайет-сквер.
Хотя на первый взгляд Пантэйджес вёл стабильную семейную жизнь с тремя детьми, он имел репутацию «старого козла».
Говорил на шести языках, но читать и писать ни на одном из них не мог.
Согласно некоторым сведениям, увлекался хоккеем и даже сам учился в него играть.
Потомки Пантэйджеса продолжают жить в США и Канаде.

## Вклад в киноиндустрию
Театры и дворцы кино Pantages открывались практически во всех городах, где свои заведения имела Orpheum Circuit, предлагая качественные развлечения по низким ценам. Будучи бизнесменом, Пантэйджес понимал, что, создание для своих клиентов, многие из которых принадлежали к рабочему классу, иллюзии пребывания во «дворце», является выгодным делом. Хотя сам он и не был кинопродюсером, тем не менее ему удалось сыграть важную роль на раннем этапе становления кинопромышленности как сферы развлечения, поскольку Pantages Circuit предлагала многочисленные и респектабельные кинотеатры для демонстрации фильмов различных киностудий, что Пантэйджес начал делать уже в 1902 году. Таким образом он способствовал развитию индустрии кино, которая в то время находилась в зачаточном состоянии.
Очевидные амбиции Пантэйджеса войти в мир кино более динамично, о чём свидетельствует возведение в 1930 году грандиозного театра Pantages на Голливудском бульваре, так и не были реализованы.
В 1950—1960-х годах в голливудском театре Pantages проводились церемонии награждения премией «Оскар», первая из которых состоялась в 1953 году. До 1977 года в театре проходило награждение премией «Эмми». В 2003 году владельцы провели в театре косметический ремонт на сумму $ 10 млн. Хотя вручение премии «Оскар» продолжилось в других местах, многие до сих пор помнят о том, что когда-то слова «Пантэйджес» и «Оскар» казались синонимами.
По мнению исследователя биографии Пантэйджеса Тасо Дж. Лагоса, многим театрам Pantages «суждено было существовать вечно». В 2011 году перестал существовать последний театр Pantages в Сиэтле. Театр Pantages в Такоме, которому в 2018 году исполнилось 100 лет, за истекшие десятилетия сменил множество наименований и владельцев, однако был отремонтирован и вновь открыт под названием Pantages в 1983 году.

## Последствия дела Пантэйджеса для судебной системы Калифорнии
Дело Александра Пантэйджеса ознаменовало собой поворотный момент в законодательстве Калифорнии, поскольку Верховный суд штата на основании апелляции Гайзлера постановил, что в случае предполагаемоего изнасилования девушки, не достигшей 18 лет, данные о её предыдущей сексуальной активности будут считаться дискредитирующими её свидетельские показания о том, что она подверглась преступному нападению. Дело также принесло общенациональную репутацию адвокату защиты Джерри Гайзлеру.

## Встреча с Уолтом Диснеем
В сентябре 1923 года Уолт Дисней, живший в то время со своим дядей Робертом в Лос-Анджелесе, продолжал искать работу в голливудских киностудиях. Разочаровавшись безуспешностью, он решил вернуться к анимации, которой занимался в Канзас-Сити. Отправившись в местный фотомагазин, он за $ 200 купил старую подержанную камеру. Старший брат Рой дал ему $ 10 на изготовление визитных карточек и бланков с надписью «Уолт Дисней, художник-мультипликатор», а также с указанием домашнего адреса дяди в качестве места расположения художественной студии. Последнюю он разместил в примыкающем к дому гараже, за что дядя взимал с него $ 1 доллар в неделю в дополнение к $ 5 за проживание. Из подручных материалов Дисней соорудил штатив для камеры и приступил к работе.
Однажды, с бобиной подписанной «Pantages», Дисней отправился к Александру Пантэйджесу. Личный секретарь импресарио, который встретил его, сообщил, что они не интересуются анимацией. Случайно услышав их разговор, Пантэйджес вышел из рабочего кабинета и сказал, что хотел бы посмотреть плёнку.
Вернувшись домой, Дисней продолжил работу над фильмом. Незадолго до визита к Пантэйджесу, он получил известие о том, что нью-йоркский кинопрокатчик Маргарет Уинклер (иммигрантка из Германии) готова заключить с ним сделку о создании серии короткометражных фильмов «Alice Comedies», сочетающих живую ролевую игру маленькой девочки и анимацию.
В марте 1982 года Дейв Смит, бывший главный архивариус Диснея, писал:
[Дисней] провёл часть подготовительной работы над фильмом, возможно, в гараже, но дошли слухи о покупке серии «Alice Comedies», поэтому фильм для Пантэйджеса так и не был завершён.
Несмотря на то, что Диснею удалось заинтересовать Пантэйджеса, в итоге он связал свои надежды с Уинклер.
Контракт на «Alice Comedies» был подписан 16 октября 1923 года — официальной датой основания студии Walt Disney.

## Цитаты
Однажды в начале своей карьеры Пантэйджес произнёс следующую фразу:
Я не успокоюсь, пока мне не будет принадлежать сеть театров от Атлантического до Тихого океана, от тобагганов до Эверглейдса.
За несколько месяцев до смерти Пантэйджеса в развлекательных СМИ появилась его цитата о том, что он планирует вернуться после того, как будет оправдан. Фраза гласила:
Депрессия миновала. Судебная трагедия в прошлом, и Александр Пантэйджес вернулся в шоу-бизнес. На 100 %. Я пробовал инвестировать в нефтяную, горную и другие виды промышленности, но мой бизнес — это театр, и я рад вернуться.

### Книги
- «Skid Road: An Informal Portrait of Seattle» (1960)
- «Hollywood Lawyer: The Jerry Giesler Story» (1962)
- «Greek Americans: Struggle and Success» (1989)
- «Seattle 1900—1920: From Boomtown, Urban Turbulence, to Restoration» (1991)
- «The Sins of the Father: Joseph P. Kennedy and the Dynasty he Founded» (1996)
- «Vaudeville, Old and New: An Encyclopedia of Variety Performers in America (Volume II) (2006)
- »Hollywood and the Mob" (2008)
- «Joseph P. Kennedy Presents: His Hollywood Years» (2010)
- «American Zeus: The Life of Alexander Pantages, Theater Mogul» (2018)
- «In Search of Alexander Pantages — Head of the Vaudeville Circuit» (2018)

### Статьи
- Poor Greek to «Scandalous» Hollywood Mogul: Alexander Pantages and the Anti-Immigrant Narratives of William Randolph Hearst’s Los Angeles Examiner